# George Washington e a escravidão

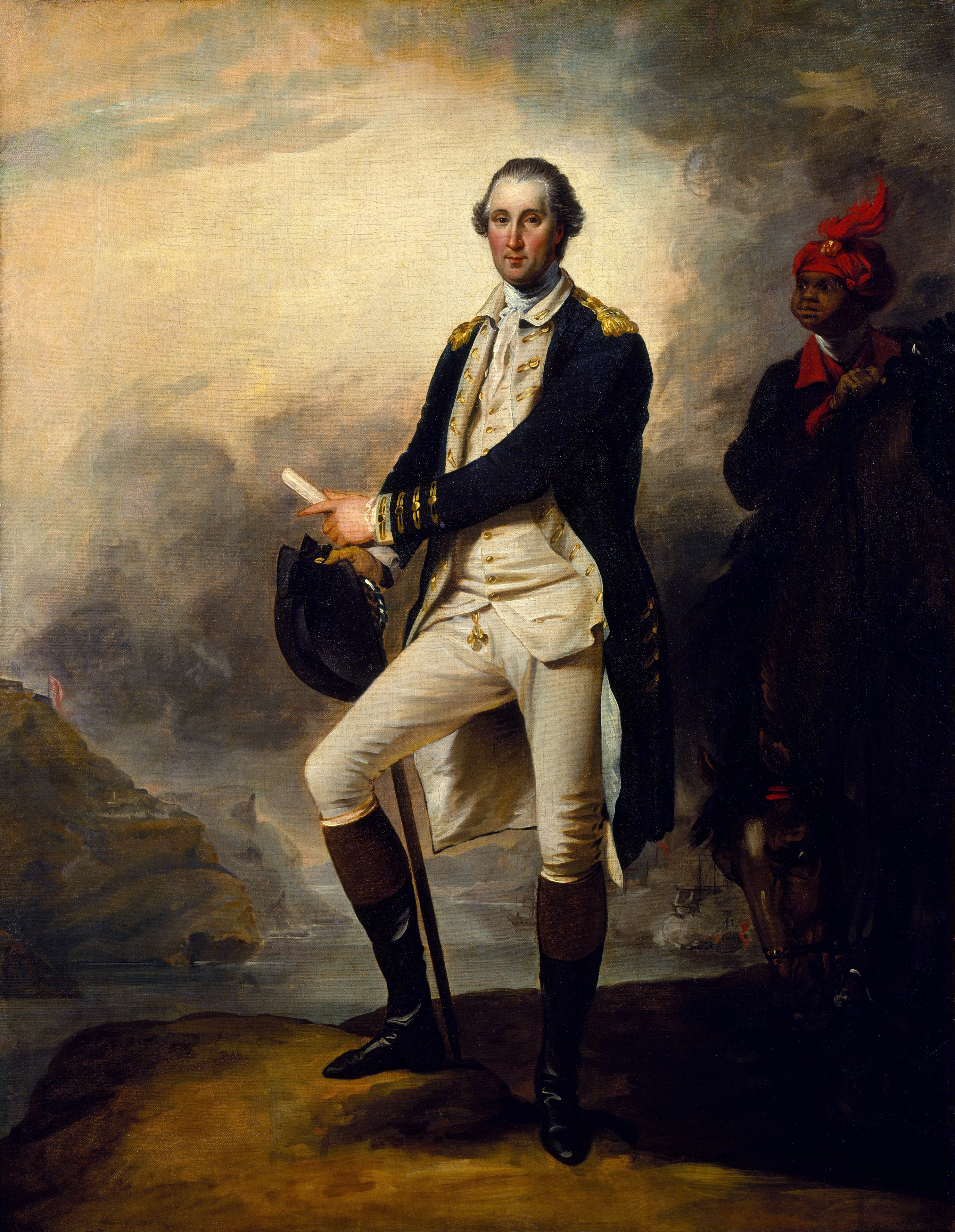
George Washington (John Trumbull, 1780), com William Lee, servo pessoal escravizado de Washington

A história de George Washington e a escravidão reflete a mudança de atitude de Washington em relação à posse de seres humanos. O preeminente Pai Fundador dos Estados Unidos e um proprietário escravocrata hereditário, Washington passou a se sentir desconfortável com a escravidão, embora mantivesse essa opinião apenas em comunicações privadas. A escravidão era, na época, uma instituição de longa data, que remontava a mais de um século na Virgínia, onde ele vivia; também era antiga em outras colônias americanas e na história mundial. O testamento de Washington libertou imediatamente um de seus escravos e determinou que os outros 123 servissem à sua esposa e fossem libertados o mais tardar com a morte dela; estes, em última instância, foram livres um ano após sua própria morte.
Na Colônia da Virgínia onde Washington cresceu, ele tornou-se, aos 11 anos, um proprietário de escravos de terceira geração, após a morte de seu pai em 1743, quando herdou seus primeiros dez escravos. Na idade adulta, sua propriedade pessoal de escravos aumentou por meio de heranças, compras e do Aumento natural de crianças nascidas na escravidão. Em 1759, ele também assumiu o controle dos escravos de dote pertencentes à propriedade Custis em seu casamento com Martha Dandridge Custis. As atitudes iniciais de Washington em relação à escravidão refletiam as visões dos plantadores predominantes na Virgínia, que não possuíam poucas — se é que possuíam — dúvidas morais. Em 1774, Washington denunciou publicamente o tráfico de escravos por motivos morais nas Resoluções de Fairfax. Após a Guerra Revolucionária, ele continuou a possuir seres humanos escravizados, mas passou a apoiar a Abolição da escravidão por meio de um processo legislativo gradual.
Washington possuía uma ética de trabalho exigente e esperava o mesmo tanto dos trabalhadores contratados quanto dos escravizados. Ele fornecia a sua população escravizada alimentos básicos, vestuário e alojamento comparáveis à prática geral da época — embora nem sempre adequados — e também assistência médica. Em contrapartida, obrigava-os a trabalhar do nascer ao pôr do sol, durante a semana de seis dias que era padrão na época. Cerca de três quartos de seus trabalhadores labutavam nos campos, enquanto o restante atuava na residência principal como servos domésticos e artesãos. Eles complementavam a alimentação caçando, capturando animais e cultivando vegetais em seu tempo livre, e adquiriam porções extras, roupas e utensílios domésticos com a renda proveniente da venda de caça e produtos agrícolas. Formavam sua própria comunidade em torno do casamento e da família, embora Washington distribuísse os escravizados entre suas fazendas conforme as necessidades comerciais, fazendo com que muitos maridos vivessem separados de suas esposas e filhos durante a semana de trabalho. Washington usava tanto recompensas quanto punições para gerir sua população, mas frequentemente se decepcionava quando eles não atendiam aos seus rigorosos padrões. Uma parcela significativa dos escravizados na propriedade Mount Vernon resistiu à escravidão por meio de furtos para complementar alimentos e roupas ou obter renda, fingimento de doença e fuga para a liberdade.
Como comandante-em-chefe do Exército Continental em 1775, ele inicialmente recusou admitir afro-americanos, livres ou escravizados, em suas fileiras, mas cedeu às demandas da guerra e, a partir de então, liderou um exército racialmente integrado. Em 1778, Washington manifestou repulsa moral em vender alguns de seus escravos em público ou em separar suas famílias. Ao fim da guerra, exigiu – sem sucesso – que os britânicos respeitassem o preliminar tratado de paz que, segundo ele, previa o retorno de todos os escravos fugitivos. Politicamente, Washington acreditava que a questão divisiva da escravidão americana ameaçava a coesão nacional; nunca se manifestou publicamente sobre o assunto, nem mesmo em seus discursos acerca dos desafios da nova nação, e assinou leis tanto que protegiam quanto que restringiam a escravidão. Na Pensilvânia, contornou as especificidades das leis estaduais para não perder seus escravos.
Privadamente, Washington considerou libertar sua população escravizada em meados da década de 1790. Esses planos fracassaram devido à sua incapacidade de levantar os recursos financeiros que julgava necessários, à recusa de sua família em aprovar a emancipação dos escravos de dote e à sua aversão em separar as numerosas famílias que incluíam tanto os escravos de dote quanto os seus próprios.
Ao tempo de sua morte, em 1799, havia 317 escravizados em Mount Vernon. Desses, 124 pertenciam a Washington, 40 eram alugados e o restante era composto por escravos de dote, pertencentes à propriedade do primeiro marido de Martha Washington, Daniel Parke Custis, em nome de seus netos. O testamento de Washington foi amplamente divulgado após sua morte e previa a eventual emancipação dos escravos de sua propriedade – sendo um dos poucos fundadores escravocratas a fazê-lo. Ele não podia legalmente libertar os escravos de dote; assim, o testamento estipulava que, com exceção de seu criado William Lee, que foi imediatamente liberto, os escravizados seriam legados à sua viúva Martha até sua morte. Esta, sentindo-se insegura entre escravos cuja liberdade dependia de seu falecimento, os libertou em 1801.

## Contexto

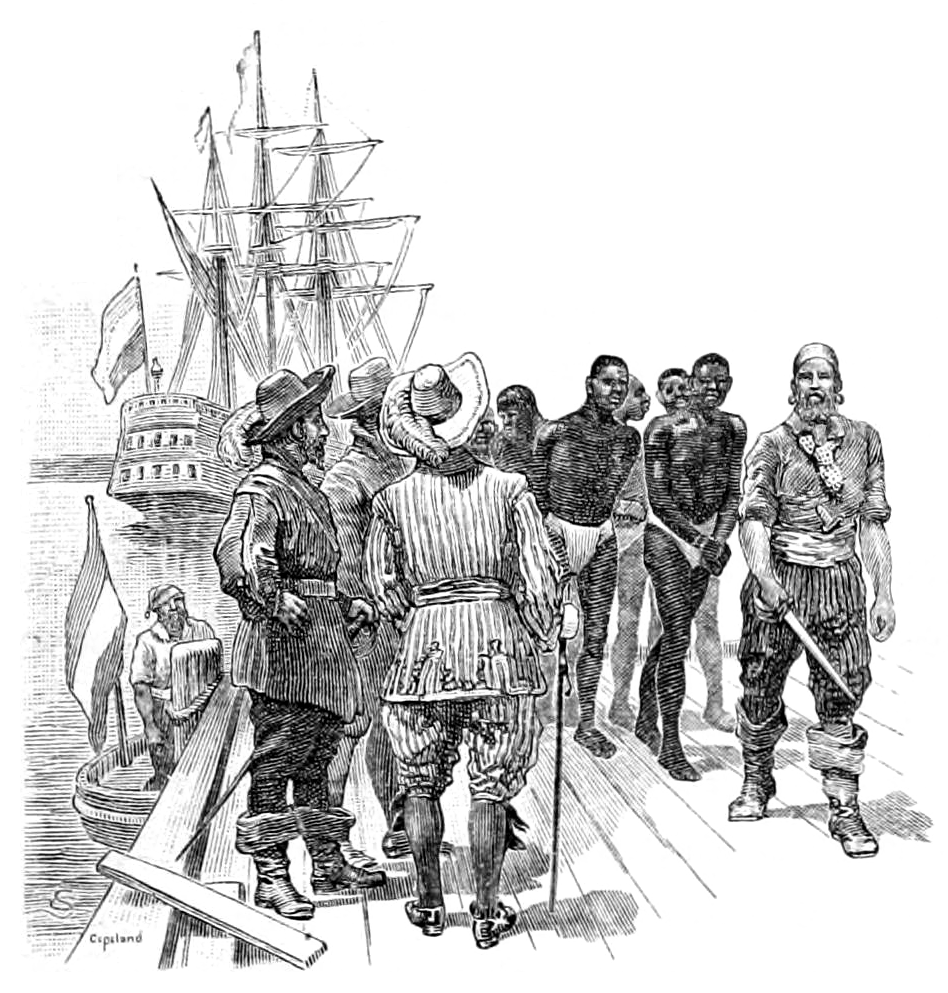
Primeiros africanos escravizados chegando na Virgínia

A escravidão foi introduzida na colônia da Virgínia inglesa quando os primeiros africanos foram transportados para o Ponto Comfort em 1619. Aqueles que aceitaram o Cristianismo tornaram-se "servos cristãos" com escravidão por tempo determinado ou até mesmo libertos, mas esse mecanismo de fim do cativeiro foi gradualmente encerrado. Em 1667, a Assembleia da Virgínia aprovou uma lei que proibia o batismo como meio de conferir liberdade. Os africanos batizados antes de chegarem à Virgínia podiam receber o status de Servidão por contrato até 1682, quando outra lei os declarou escravos. Na camada mais baixa da sociedade virginiana, brancos e pessoas de ascendência africana compartilhavam desvantagens e um modo de vida semelhante, que incluía casamentos mistos, até que a Assembleia tornou tais uniões puníveis com banimento em 1691.
Em 1671, a Virgínia contava com 6.000 servos contratados brancos entre seus 40.000 habitantes, mas apenas 2.000 pessoas de ascendência africana, até um terço das quais, em alguns condados, eram livres. No final do século XVII, a política inglesa passou a favorecer a retenção de mão de obra barata em vez de enviá-la para as colônias, e o número de servos contratados na Virgínia começou a escassear; por volta de 1715, a imigração anual era de algumas centenas, em comparação com 1.500–2.000 na década de 1680. À medida que os plantadores de tabaco cultivavam mais terras, compensavam a falta de mão de obra com um número crescente de trabalhadores escravizados. A instituição estava enraizada na raça, com os Códigos de Escravidão da Virgínia de 1705, e, a partir de cerca de 1710, o crescimento da população escravizada foi impulsionado pelo aumento natural. Entre 1700 e 1750, o número de escravizados na colônia passou de 13.000 para 105.000, quase 80% dos quais nascidos na própria Virgínia. Na época de Washington, a escravidão estava profundamente enraizada na estrutura econômica e social da Virgínia, onde cerca de 40% da população e praticamente todos os afro-americanos eram escravizados.
George Washington nasceu em 1732, sendo o primeiro filho do segundo casamento de seu pai Augustine. Augustine era um plantador de tabaco que possuía cerca de 10,000 acre(s)s (4,047 ha) de terra e 50 escravizados. Com sua morte em 1743, ele deixou sua 2,500
-acre(s) (1,012 ha) Little Hunting Creek para o meio-irmão mais velho de George, Lawrence, que a renomeou para Mount Vernon. Washington herdou a 260
-acre(s) (110 ha) Ferry Farm e dez escravizados. Ele arrendou Mount Vernon da viúva de Lawrence dois anos após a morte deste, em 1752, e a herdou em 1761. Era um especulador agressivo de terras e, em 1774, já havia acumulado cerca de 32,000 acre(s)s (12,950 ha) de terra na País dos Ohio na fronteira ocidental da Virgínia. Na sua morte, possuía mais de 80,000 acre(s)s (32,375 ha).
Em 1757, iniciou um programa de expansão em Mount Vernon que culminaria em uma propriedade de 8,000
-acre(s) (3,237 ha) composta por cinco fazendas distintas, onde inicialmente cultivava tabaco.

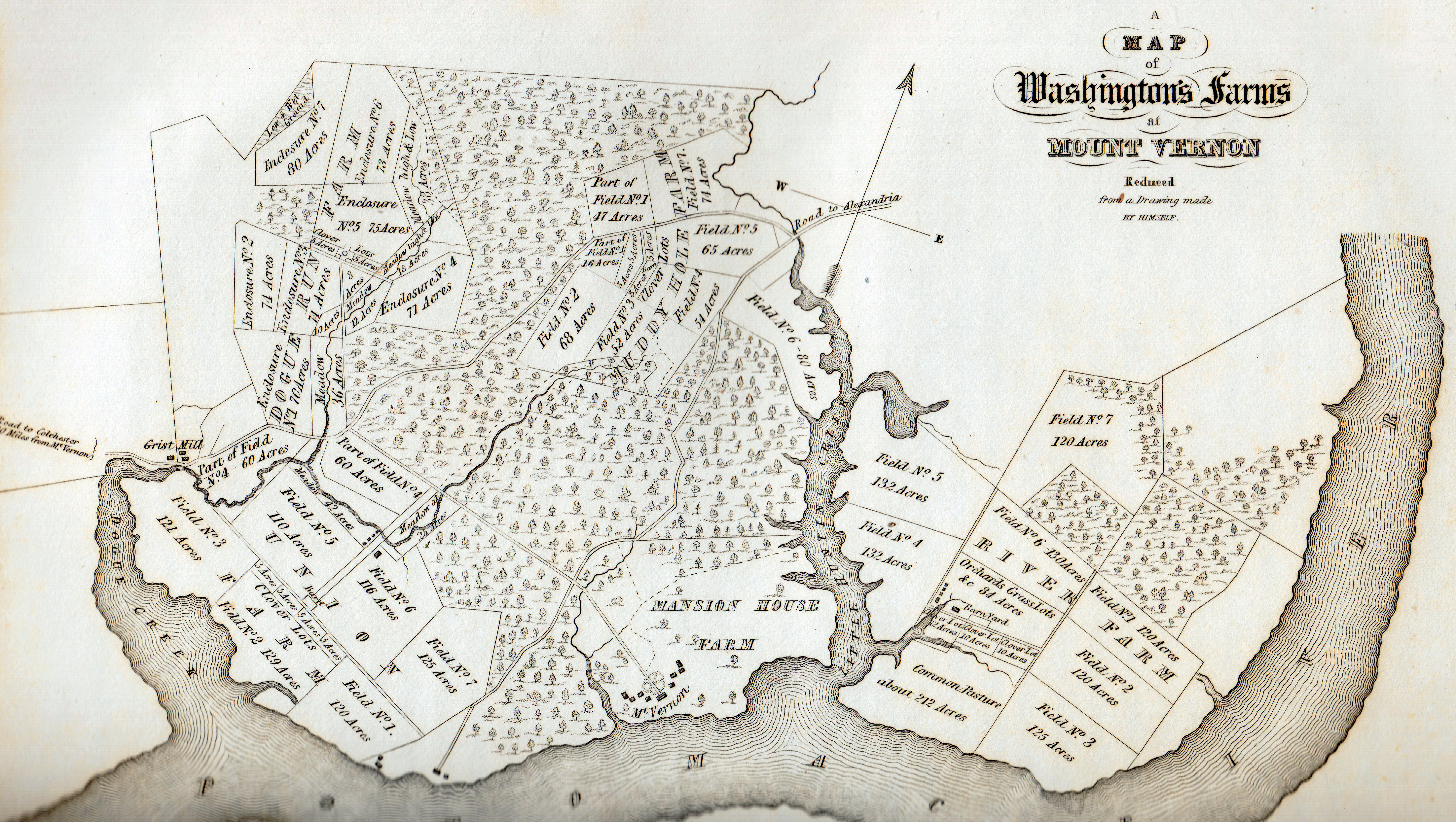
Propriedade Mount Vernon

A terra agrícola exigia mão de obra para ser produtiva e, no sul americano do século XVIII, o trabalho escravo institucional gerava os maiores lucros. Washington herdou escravos de Lawrence, adquiriu outros como parte dos termos do arrendamento de Mount Vernon e recebeu mais escravos com a morte da viúva de Lawrence, em 1761. Em seu casamento, em 1759, com Martha Dandridge Custis, Washington assumiu o controle de 84 escravos de dote. Martha tinha usufruto vitalício sobre esses escravos, os quais ela mantinha em fideicomisso para os herdeiros da propriedade Custis; e, embora Washington não detivesse título legal sobre eles, administrava-os como sua própria propriedade. Entre 1752 e 1773, comprou pelo menos 71 escravos –  — homens, mulheres e crianças. Reduziu significativamente suas compras de escravos após a Revolução Americana, mas continuou a adquiri-los, principalmente por meio do aumento natural e, ocasionalmente, na quitação de dívidas. Em 1786, ele listou 216 escravizados – 122 homens e mulheres e 88 crianças – tornando-o um dos maiores proprietários de escravos no Condado de Fairfax, Virgínia. Deste total, 103 pertenciam a Washington, e o restante consistia em escravos de dote.

## Escravidão em Mount Vernon
Washington via seus trabalhadores como parte de uma família extensa, tendo ele mesmo a figura paterna no comando. Demonstrava elementos tanto de patriarcado quanto de paternalismo em sua relação com os escravizados que controlava. Há exemplos de afeto genuíno entre mestre e escravizados, como ocorreu com seu criado William Lee, embora tais casos fossem exceção. O aspecto paternalista via sua relação com os escravizados como baseada em obrigações mútuas; ele provia para eles e, em troca, eram seus, numa relação na qual os escravizados podiam recorrer a Washington com suas preocupações e queixas. Mestres paternalistas consideravam-se generosos e merecedores de gratidão. Quando a empregada de Martha, Oney Judge, fugiu em 1796, Washington reclamou da "ingratidão da moça, que foi criada e tratada mais como uma criança do que como uma serva".

George Washington é um mestre rígido, muito severo, um marido rígido, um pai rígido, um governante rígido. Desde a infância, ele sempre comandou, e comandou com severidade. Primeiro foi educado para governar escravos, depois comandou um exército, e então uma nação. Ele tem uma visão dura de todos, é despótico em todos os aspectos, desconfia de todo homem, acha que todo homem é um trapaceiro e que nada além da severidade funciona.

Thomas Jefferson, 1799

Acredito que conhecia o General Washington de forma íntima e completa; e se me fosse solicitado delinear seu caráter, deveria fazê-lo em termos como estes... Ele foi, de fato, em todos os sentidos da palavra, um homem sábio, bom e grande... em nada ruim, em poucos pontos indiferente; e pode-se verdadeiramente dizer que nunca a natureza e a fortuna se combinaram de maneira tão perfeita para fazer um homem grande e colocá-lo na mesma constelação com quaisquer dignos que tenham merecido do homem uma lembrança eterna.

Thomas Jefferson, 1814
Embora Washington empregasse um gerente de fazenda para administrar a propriedade e um capataz em cada fazenda, era um gestor prático que conduzia seus negócios com disciplina militar, envolvendo-se nas minúcias do trabalho cotidiano. Durante longas ausências em funções oficiais, mantinha controle rigoroso por meio de relatórios semanais dos gerentes e capatazes. Exigia de todos seus trabalhadores o mesmo olhar meticuloso para os detalhes que ele próprio demonstrava; um ex-escravizado recordaria que "os escravos...não gostavam muito" de Washington, principalmente porque "ele era tão exato e tão rigoroso... se uma tábua, uma chapa ou uma pedra ficasse fora do lugar, ele reclamava; às vezes com linguagem severa." Na visão de Washington, "o trabalho perdido nunca pode ser recuperado", exigindo que "cada trabalhador (masculino ou feminino) fizesse o máximo possível em 24 horas, dentro de sua força, sem pôr em risco sua saúde ou constituição". Possuía uma forte ética de trabalho e esperava o mesmo de seus empregados, sejam escravizados ou contratados. Ficava constantemente desapontado com os trabalhadores que não compartilhavam sua motivação, considerando-os indolentes e insistindo para que seus capatazes os supervisionassem rigorosamente.
Em 1799, quase três quartos dos escravizados – sendo mais da metade mulheres – trabalhavam nos campos, com tarefas sazonais ao longo do ano. O restante atuava como servos domésticos na residência principal ou como artesãos, tais como carpinteiros, marceneiros, tonelaios, fiadores e costureiras. Entre 1766 e 1799, sete escravos de dote atuaram, em algum momento, como capatazes. Esperava-se que os escravizados trabalhassem do nascer ao pôr do sol, durante uma semana de seis dias, com duas horas de folga para as refeições – resultando em jornadas de 7½ a 13 horas, conforme a estação. Recebiam três ou quatro dias de folga no Natal e um dia em Páscoa e na Pentecostes. Os escravizados domésticos, que mantinham contato frequente com visitantes, começavam cedo e trabalhavam até a noite, não tendo necessariamente domingos e feriados livres. Em ocasiões especiais – como durante feriados ou na colheita – quando exigida maior dedicação, eram remunerados ou ganhavam folgas extras.
Washington instruiu seus capatazes a tratarem os escravizados "com humanidade e ternura" quando adoecessem. Aqueles que, por lesão, incapacidade ou idade, eram menos aptos recebiam tarefas leves, enquanto os demasiado doentes eram, geralmente, dispensados até se recuperarem. Fornecia-lhes bons cuidados médicos, por vezes onerosos, e, quando um escravizado chamado Cupid adoeceu com Pleurisia, mandou-o para a casa principal, onde recebia melhor atendimento e era pessoalmente monitorado durante o dia. Sua preocupação paternal com o bem-estar dos escravizados misturava-se a considerações econômicas sobre a perda de produtividade decorrente de doenças e mortes.

### Condições de vida

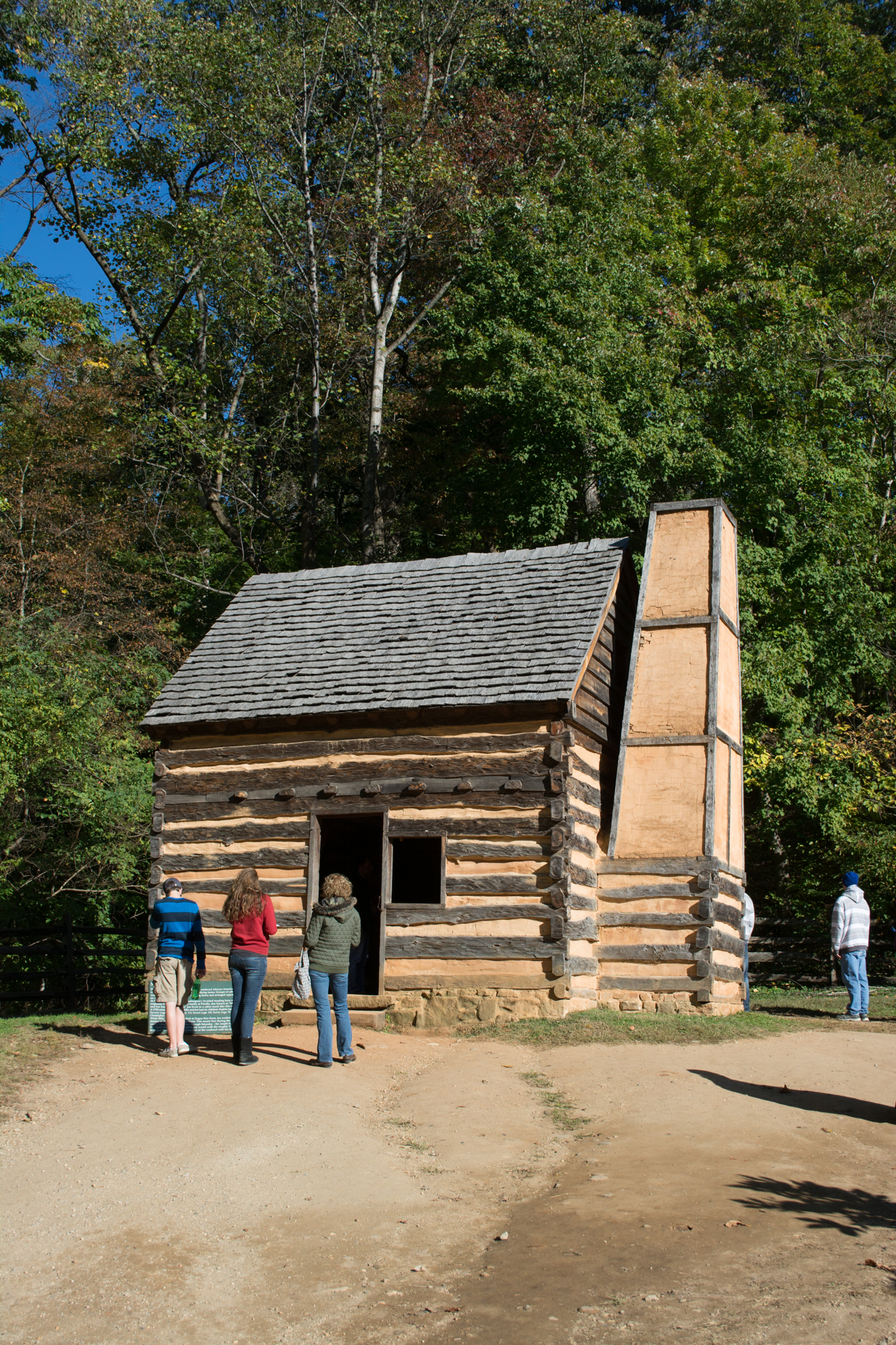
Reconstrução moderna de uma cabana de escravo em Mount Vernon

Na Mansion House Farm, a maioria dos escravizados era alojada em um edifício de estrutura de madeira de dois andares, conhecido como "Alojamentos para Famílias". Em 1792, este foi substituído por alas de alojamento construídas em tijolos, situadas a ambos os lados da estufa, compostas por quatro salas, cada uma com cerca de 600 pés quadrados (56 m2)
Philip Morgan escreve que "o jovem Washington revelou preconceitos contra os negros, bastante naturais para a época" e que "a negritude, em sua mente, era sinônimo de comportamento incivilizado." Contudo, os preconceitos de Washington não eram absolutos; sua manutenção de afro-americanos no Regimento da Virgínia, contrariando as regras, seu emprego de supervisores afro-americanos em plantations, o uso de médicos afro-americanos e seus elogios aos "grandes talentos poéticos" da poeta afro-americana Phillis Wheatley, que o enalteceu em um poema em 1775, demonstram que ele reconhecia as habilidades e os talentos dos afro-americanos. O historiador Henry Wiencek proferiu o seguinte julgamento:
"Se você analisar o testamento de Washington, verá que ele não se mostra conflituado quanto ao lugar dos afro-americanos de forma alguma", disse Wiencek em entrevista. "De uma ponta à outra de seus documentos, procurei algum sinal de racismo e não encontrei nenhum, ao contrário de Jefferson, que é explícito em sua crença na inferioridade dos negros. Em seu testamento, Washington redigiu uma declaração de direitos para os negros e afirmou que eles deveriam ser ensinados a ler e escrever. Eles eram americanos, com o direito de viver aqui, de serem educados e de trabalhar produtivamente como pessoas livres."

As visões de Martha Washington acerca da escravidão e da raça eram diferentes das de seu marido e menos favoráveis aos afro-americanos. Por exemplo, em 1795, ela afirmou que "os negros são tão ruins por natureza que não demonstram a menor grat[i]tude pela bondade que lhes possa ser mostrada." Ela recusou seguir o exemplo de seu marido ao emancipar seus escravos e, em vez disso, legou a única escrava que possuía diretamente (chamada Elish) para seu neto.

### Família e comunidade

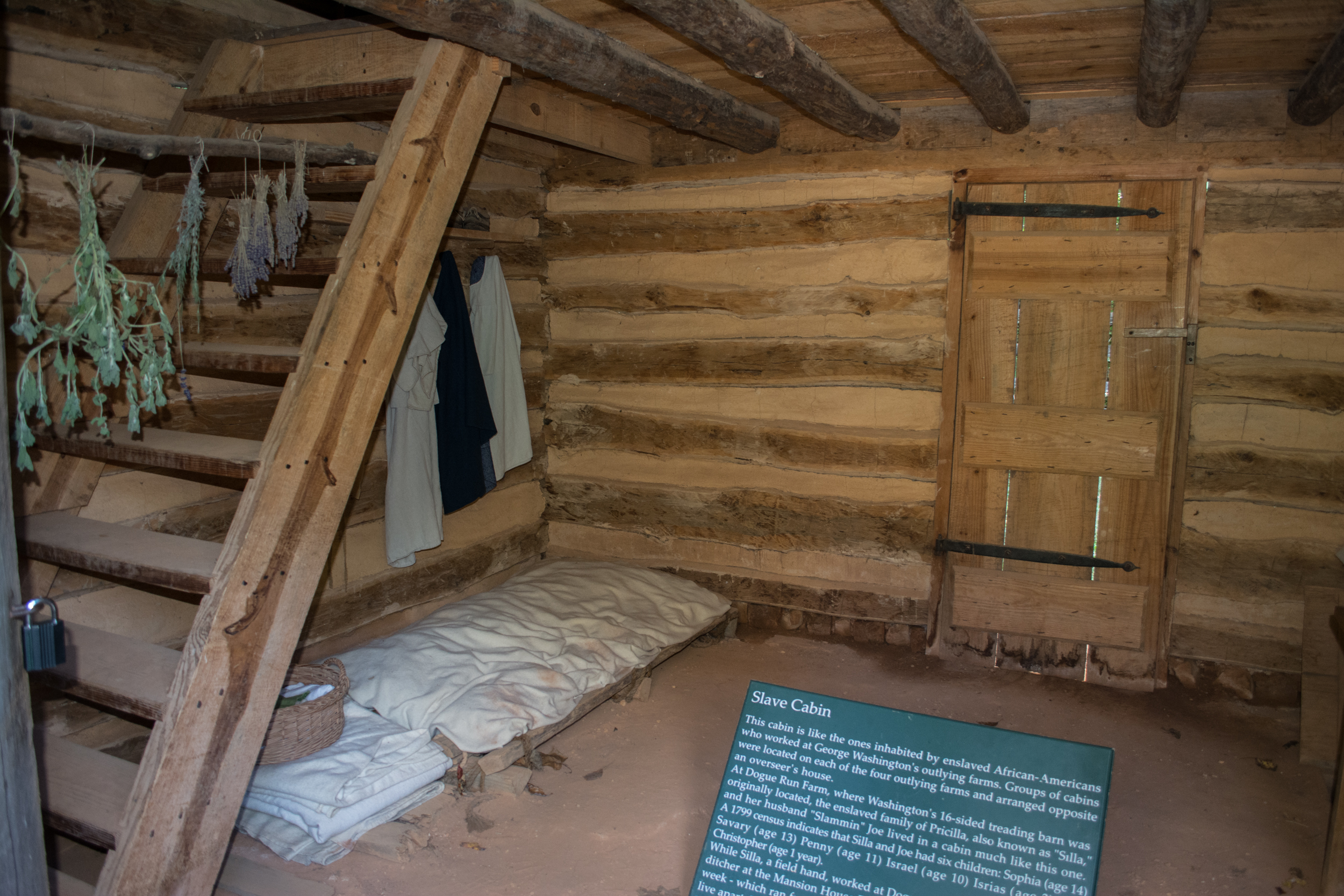
Interior da cabana de escravizados reconstruída em Mount Vernon

Embora a lei não reconhecesse os casamentos de escravizados, Washington reconhecia tal união e, em 1799, cerca de dois terços dos escravizados adultos em Mount Vernon eram casados. Para minimizar o tempo perdido no deslocamento até o local de trabalho e, assim, aumentar a produtividade, os escravizados eram acomodados na fazenda onde trabalhavam. Devido à distribuição desigual de homens e mulheres nas cinco fazendas, frequentemente os escravizados encontravam parceiros em fazendas diferentes, e, no cotidiano, os maridos eram rotineiramente separados de suas esposas e filhos. Washington, por vezes, revogava ordens para evitar a separação dos cônjuges, mas o historiador Henry Wiencek escreve que, "como prática geral de administração, [Washington] institucionalizou uma indiferença quanto à estabilidade das famílias escravizadas." Apenas trinta e seis dos noventa e seis escravizados casados em Mount Vernon, em 1799, viviam juntos, enquanto trinta e oito tinham cônjuges que residiam em fazendas distintas e vinte e dois tinham cônjuges que viviam em outras plantações. As evidências sugerem que os casais separados não se visitavam regularmente durante a semana, e tal prática gerava reclamações de Washington de que os escravizados ficavam exaustos para trabalhar após essas "caminhadas noturnas", restando às noites de sábado, domingos e feriados os principais momentos em que essas famílias podiam se reunir. Apesar do estresse e da ansiedade causados por essa indiferença à estabilidade familiar – , em uma ocasião, um capataz escreveu que a separação das famílias "parece a morte para elas" – , o casamento era a base sobre a qual a população escravizada estabelecia sua própria comunidade, e a longevidade dessas uniões não era incomum.
Famílias numerosas que abrangiam múltiplas gerações, juntamente com os respectivos casamentos, faziam parte de um processo de construção comunitária entre os escravizados que transcendia a condição de propriedade. Por exemplo, o carpinteiro-chefe de Washington, Isaac, vivia com sua esposa Kitty, uma escrava do dote que ordenhava leite, na Fazenda Mansion House. O casal teve nove filhas com idades variando de seis a vinte e sete anos em 1799, e os casamentos de quatro dessas filhas expandiram a família para outras fazendas, tanto dentro quanto fora da propriedade de Mount Vernon, produzindo três netos. Crianças nasciam escravizadas, sendo sua propriedade determinada pela condição de suas mães. O valor atribuído ao nascimento de uma criança escravizada, se é que era registrado, é indicado no relatório semanal de um capataz, que afirmava: "Increase 9 Lambs & 1 male child of Lynnas." As novas mães recebiam um cobertor novo e de três a cinco semanas de tarefas leves para se recuperar. Um bebê permanecia com sua mãe no local de trabalho. Crianças mais velhas, a maioria vivendo em lares monoparentais nos quais a mãe trabalhava do amanhecer ao anoitecer, desempenhavam pequenas tarefas domésticas, mas eram, em geral, deixadas para brincar sem supervisão até atingirem uma idade em que pudessem ser aproveitadas no trabalho para Washington, geralmente entre onze e quatorze anos. Em 1799, quase sessenta por cento da população escravizada tinha menos de dezenove anos e quase trinta e cinco por cento, menos de nove.
Há evidências de que os escravizados transmitiam seus valores culturais africanos através da narração de histórias, entre elas os contos do Coelho Br'er, os quais, com origens na África e narrativas de um indivíduo desamparado triunfando por meio da astúcia e inteligência contra uma autoridade poderosa, teriam repercutido entre os escravizados. Escravizados nascidos na África trouxeram consigo alguns dos rituais religiosos de sua terra ancestral, e há uma tradição não documentada de que se praticava vodu em uma das fazendas de Mount Vernon. Embora a condição de escravidão impossibilitasse a observância dos Cinco Pilares do Islã, alguns nomes de escravizados indicam uma origem cultural muçulmana. Os anglicanos procuraram alcançar os escravizados nascidos na América, na Virgínia, e sabe-se que parte da população escravizada de Mount Vernon foi batizada antes de Washington adquirir a propriedade. Há evidências nos registros históricos de 1797 de que a população escravizada de Mount Vernon teve contatos com Batistas, metodistas e Quakers. Esses três grupos protestantes defendiam a abolição, despertando esperanças de liberdade entre os escravizados, e a congregação da Igreja Batista de Alexandria, fundada em 1803, incluía escravizados que anteriormente pertenciam a Washington.

### Relações sexuais interraciais
Em 1799, havia cerca de vinte escravizados mulatos (de raça mista) em Mount Vernon. Contudo, não há evidências credíveis de que George Washington tenha mantido relações sexuais com qualquer escrava.
A probabilidade de relações paternas entre escravizados e trabalhadores brancos contratados é indicada por alguns sobrenomes: Betty e Tom Davis, provavelmente filhos de Thomas Davis, um tecelão branco em Mount Vernon na década de 1760; George Young, possivelmente filho de um homem de mesmo nome que atuava como escriturário em Mount Vernon em 1774; e Judge e sua irmã Delphy, filhas de Andrew Judge, um alfaiate contratado em Mount Vernon nas décadas de 1770 e 1780. Há evidências que sugerem que capatazes brancos – , trabalhando em estreita proximidade com os escravizados sob o mesmo mestre exigente, enquanto eram fisicamente e socialmente isolados de seu próprio grupo de pares – situação que levou alguns a beber –  – mantinham relações sexuais com os escravizados que supervisionavam (o sexo entre capatazes, negros ou brancos, e os escravizados sob sua supervisão configurava estupro, presumindo que o consentimento fosse impossível). Alguns visitantes brancos a Mount Vernon pareciam esperar que as escravizadas oferecessem favores sexuais. As condições de moradia deixavam algumas escravizadas sozinhas e vulneráveis, e a historiadora pesquisadora de Mount Vernon, Mary V. Thompson, escreve que os relacionamentos "poderiam ter sido resultado de atração mútua e afeto, demonstrações muito reais de poder e controle, ou mesmo exercícios na manipulação de uma figura de autoridade".

### Resistência

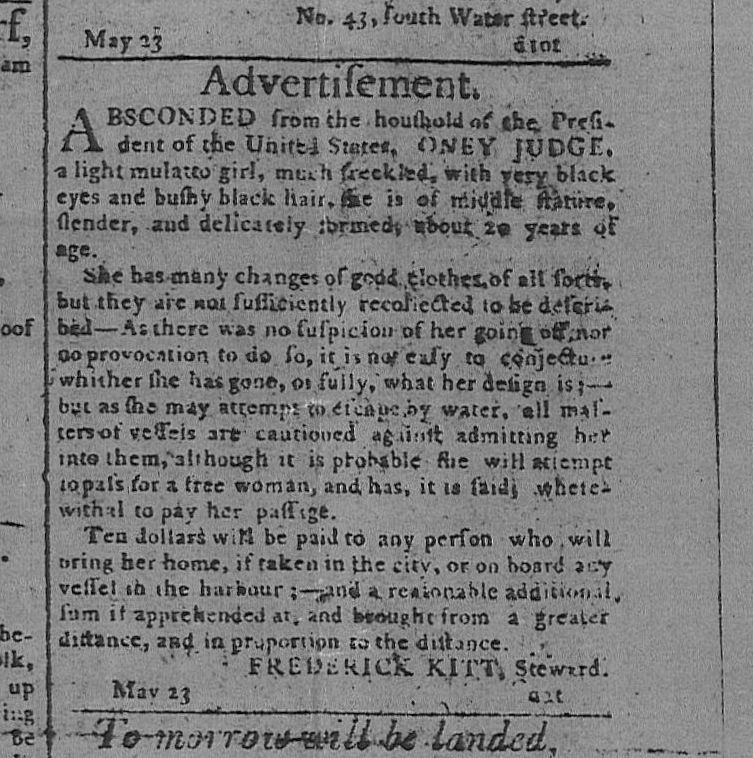
Anúncio publicado na Pennsylvania Gazette após Oney Judge fugir da Casa do Presidente em 1796

Embora parte da população escravizada de Mount Vernon tenha chegado a sentir uma lealdade (coagida) em relação a Washington, a resistência demonstrada por uma porcentagem significativa deles é evidenciada pelas frequentes menções de Washington a "travessuras" e "truques antigos". O ato de resistência mais comum era o furto (por exemplo, como uma forma de autoajuda), tão frequente que Washington fazia concessões a respeito, considerando-o parte do desgaste normal. Alimentos eram furtados tanto para complementar as rações quanto para serem vendidos, e Washington acreditava que a venda de ferramentas era outra fonte de renda para os escravizados. Como tecidos e roupas eram comumente retirados sem permissão, Washington exigia que as costureiras apresentassem os resultados de seu trabalho e os retalhos excedentes antes de fornecer mais material. As ovelhas eram lavadas antes da tosquia para evitar o furto de lã, e as áreas de armazenamento eram mantidas trancadas, com as chaves deixadas com indivíduos de confiança. Em 1792, Washington ordenou a eliminação dos cães dos escravizados que, segundo ele, estavam sendo usados em uma onda de furtos de gado e decretou que os escravizados que mantivessem cães sem autorização deveriam ser "severamente punidos" e que seus cães fossem enforcados.
Outro meio pelo qual os escravizados resistiam, de forma praticamente impossível de comprovar, era fingir doença. Ao longo dos anos, Washington tornou-se cada vez mais cético em relação ao Absenteísmo decorrente de enfermidades entre sua população escravizada e passou a se preocupar com a diligência ou capacidade de seus capatazes em identificar casos genuínos de doença física. Entre 1792 e 1794, enquanto Washington se encontrava ausente de Mount Vernon, exercendo a Presidência, o número de dias perdidos por enfermidade aumentou dez vezes em comparação a 1786, quando ele residia em Mount Vernon e podia exercer controle pessoalmente sobre a situação. Em um caso, Washington suspeitou que um escravizado evitava o trabalho com frequência, ao longo de décadas, por meio de atos deliberados de autoagressão.
Os escravizados afirmavam certa independência e frustravam Washington pelo ritmo e pela qualidade de seu trabalho. Em 1760, Washington observou que quatro de seus carpinteiros quadruplicaram sua produção de madeira sob sua supervisão pessoal. Trinta e cinco anos depois, ele denegriu seus carpinteiros como um "bando de vagabundos" que levariam um mês ou mais para completar, em Mount Vernon, um trabalho que era realizado em dois ou três dias em Filadélfia. A produção das costureiras diminuía quando Martha estava ausente, e as fiandeiras descobriram que podiam reduzir seu ritmo ao colocar os capatazes contra ela. Ferramentas eram regularmente perdidas ou danificadas, interrompendo o trabalho, e Washington desesperava-se com a possibilidade de empregar inovações que poderiam melhorar a eficiência, pois supunha que os trabalhadores escravizados eram desajeitados demais para operar as novas máquinas.
O ato de resistência mais enfático era fugir, e entre 1760 e 1799, pelo menos quarenta e sete escravizados sob o controle de Washington o fizeram. Dezessete deles – quatorze homens e três mulheres – escaparam para um navio de guerra britânico que ancorou no Rio Potomac, próximo a Mount Vernon, em 1781. Em geral, a melhor chance de sucesso na fuga estava com os escravizados afro-americanos de segunda ou terceira geração, que dominavam bem o inglês, possuíam habilidades que lhes permitiam se sustentar como pessoas livres e mantinham contato próximo com seus senhores, o que lhes garantia privilégios especiais. Oney Judge, que se destacou como uma costureira talentosa, e Hercules Posey fugiram, respectivamente, em 1796 e 1797, e conseguiram evitar a recaptura. Washington levava a sério a recaptura desses fugitivos corajosos, e, em três casos, escravizados que haviam fugido foram vendidos nas Antilhas após serem recapturados, o que equivalia, na prática, a uma sentença de morte diante das severas condições a que eram submetidos lá.

### Controle
Era um sistema no qual os escravizados viviam com medo; medo de serem vendidos, medo de serem separados de suas famílias, de seus filhos ou de seus pais, medo de não terem controle sobre seus corpos ou suas vidas, medo de nunca conhecerem a liberdade. Não importava como se vestissem, o que comessem ou como fossem seus alojamentos, os escravizados viviam com esse temor. E essa era a violência psicológica da escravidão. É assim que os proprietários de escravos mantinham o controle sobre os escravizados.

Jessie MacLeod
Curadora Associada
Mount Vernon de George Washington
Washington utilizava tanto recompensas quanto punições para incentivar a disciplina e a produtividade entre sua população escravizada. Em um caso, ele sugeriu que "advertência e conselho" seriam mais eficazes do que "mais correção", e, por vezes, apelava ao orgulho do escravizado para estimular um desempenho melhor. Recompensas, na forma de cobertores de melhor qualidade e tecidos para roupas, eram concedidas aos "mais merecedores", havendo também exemplos de pagamentos em dinheiro por bom comportamento. Embora se opusesse, em princípio, ao uso do chicote, via a prática como um mal necessário e sancionava seu emprego ocasional – geralmente como último recurso – em escravizados, homens e mulheres, se estes não, em suas palavras, "cumprissem seu dever por meios justos".
Há relatos de carpinteiros sendo açoitados em 1758, quando o capataz "podia ver uma falha", de um escravizado chamado Jemmy sendo açoitado por roubar milho e fugir em 1773, e de uma costureira chamada Charlotte sendo açoitada em 1793 por um capataz "determinado a abaixar seu ânimo ou a arrancar a pele de suas costas", por impudência e recusa em trabalhar.
Washington considerava a "paixão" com que um de seus capatazes aplicava as flagelações como contraproducente, e o protesto de Charlotte por não ter sido açoitada em catorze anos indica a frequência com que a punição física era empregada. Os açoites eram aplicados pelos capatazes após revisão – um sistema que Washington exigia para assegurar que os escravizados fossem poupados de punições arbitrárias e extremas. Washington não açoitava os escravizados pessoalmente, mas, por vezes, usava abusos verbais e violência física quando estes não desempenhavam conforme o esperado. Contemporâneos geralmente descreviam Washington como tendo um comportamento calmo, mas há vários relatos de pessoas que o conheciam em particular mencionando seu temperamento. Um escreveu que "em privado e particularmente com seus servos, sua violência às vezes irrompia". Outro relatou que os servos de Washington "pareciam observar atentamente seu olhar e antecipar cada um de seus desejos; por isso, um simples olhar equivalia a uma ordem". Ameaças de rebaixamento para o trabalho no campo, punições corporais e o envio para as Antilhas faziam parte do sistema pelo qual ele controlava sua população escravizada.

## Evolução das atitudes de Washington

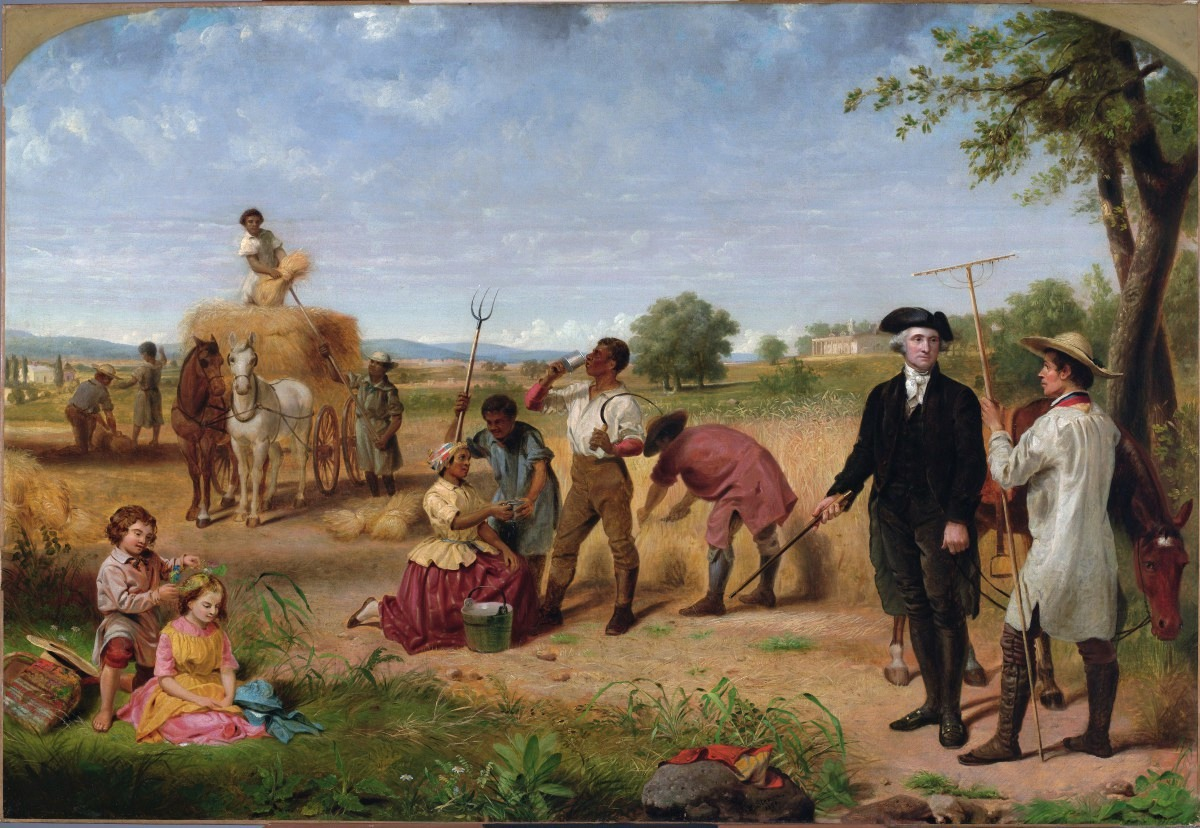
Vida de George Washington: O Agricultor por Junius Brutus Stearns (1851)

As primeiras visões de Washington sobre a escravidão não eram diferentes das de qualquer senhor de plantações da Virgínia da época. Ele não demonstrou nenhum escrúpulo moral quanto à instituição, referindo‑se aos escravizados como “a Species of Property” durante esses anos, assim como o faria mais tarde, quando passaria a defender a abolição.
A economia da escravidão suscitou as primeiras dúvidas em Washington acerca da instituição, marcando o início de uma lenta evolução em sua atitude em relação a ela. Em 1766, ele transformou seus negócios, passando da intensiva plantação de tabaco para o cultivo de grãos, atividade que demandava menos mão de obra.
Seus escravizados eram empregados em uma variedade maior de tarefas que exigiam mais habilidades do que aquelas necessárias para a plantação de tabaco; além do cultivo de grãos e vegetais, eles eram utilizados no pastoreio de gado, na fiação, tecelagem e carpintaria.
Alguns estudiosos afirmam que essa transição deixou Washington com um excedente de escravizados e revelou as ineficiências do sistema de trabalho escravo, mas outra visão é de que a transição não resultou em excedente, pois Washington encontrou outras funções produtivas para eles.
Há poucas evidências de que Washington tenha questionado seriamente a ética da escravidão antes da Revolução. Na década de 1760, ele frequentemente participava de loterias de tabernas, eventos nos quais as dívidas dos inadimplentes eram quitadas pelo sorteio de seus bens para uma plateia entusiasmada.
Em 1769, Washington co-administrou uma dessas loterias na qual cinquenta e cinco escravizados foram vendidos, entre eles seis famílias e cinco mulheres com filhos.
Os homens casados mais valorizados eram sorteados junto com suas esposas e filhos; escravizados considerados de menor valor eram separados de suas famílias em diferentes lotes.
Robin e Bella, por exemplo, foram sorteados juntos como marido e mulher, enquanto seus filhos – Sukey, de doze anos, e Betty, de sete – foram incluídos em um lote separado.
Somente o acaso determinava se a família permaneceria unida, e com 1.840 bilhetes à venda, as probabilidades não eram favoráveis.
O historiador Henry Wiencek conclui que o repúdio que Washington sentia por tamanha crueldade, na qual havia participado, o levou a decidir não separar famílias de escravizados por meio de vendas ou compras, marcando o início de uma transformação em seu pensamento acerca da moralidade da escravidão.
Wiencek escreve que, em 1775, Washington incorporou mais escravizados do que o necessário, em vez de separar a família de um escravizado que havia concordado em receber como pagamento de uma dívida.
Os historiadores Philip D. Morgan e Peter Henriques são céticos quanto à conclusão de Wiencek e acreditam que não há evidências de qualquer mudança no pensamento moral de Washington nesta fase.
Morgan escreve que, em 1772, Washington estava “all business” e “might have been buying livestock” ao adquirir mais escravizados que, em suas próprias palavras, eram “strait Limb'd, & in every respect strong & likely, with good Teeth & good Countenance”.
Morgan apresenta uma versão diferente da compra de 1775, afirmando que Washington revendeu o escravizado devido à resistência deste em ser separado de sua família e que a decisão de fazê-lo foi “no more than the conventional piety of large Virginia planters who usually said they did not want to break up slave families – and often did it anyway”.

### Revolução Americana

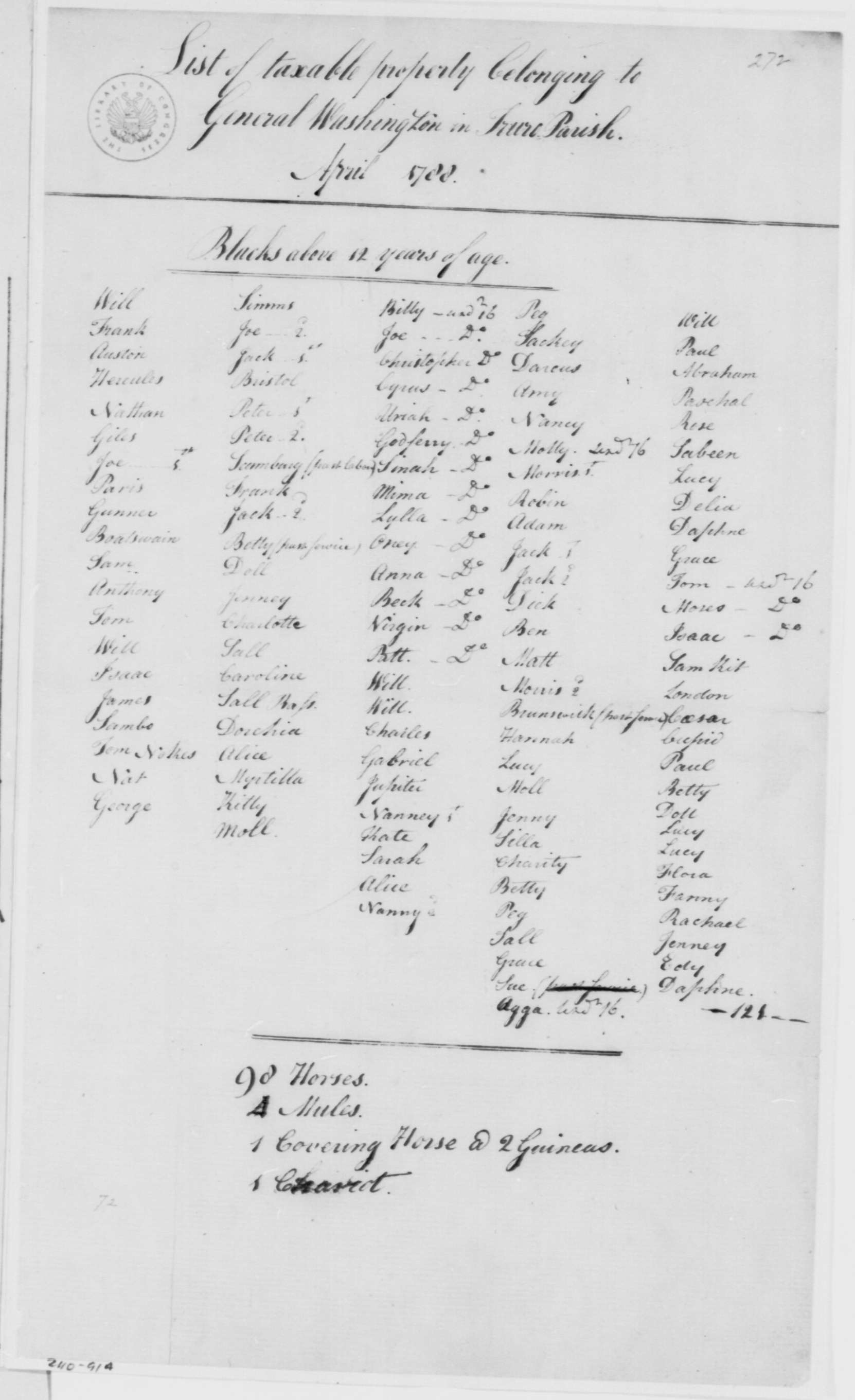
Bens tributáveis de Washington em abril de 1788: 121 escravizados (“negros com mais de 12 anos de idade”), 98 cavalos, 4 mulas, 1 garanhão (“cavalo de monta”) e 1 carroça

Desde o final da década de 1760, Washington tornou‑se cada vez mais radicalizado contra o status submisso das colônias norte-americanas dentro do Império Britânico.
Em 1774, ele foi um participante crucial na adoção das Resoluções Fairfax, que, juntamente com a afirmação dos direitos coloniais, condenaram o tráfico transatlântico de escravos por motivos morais.
Washington foi signatário de todo aquele documento, endossando publicamente a cláusula 17, “declarando nossos sinceros desejos de ver um fim completo, para sempre, a esse comércio tão perverso, cruel e antinatural.”
Ele passou a expressar a crescente cisão com a Grã-Bretanha em termos de escravidão, afirmando, no verão de 1774, que as autoridades britânicas estavam “endeavouring by every piece of Art & despotism to fix the Shackles of Slavry [sic]” sobre as colônias.
Dois anos depois, ao assumir o comando do Exército Continental em Cambridge, no início da Guerra Revolucionária Americana, ele ordenou a suas tropas que “é uma causa nobre na qual estamos engajados, é a causa da virtude e da humanidade... liberdade ou Escravidão devem ser o resultado de nossa conduta.”
A hipocrisia – ou o paradoxo – inerente aos proprietários de escravos que caracterizavam uma guerra de independência como uma luta por sua própria liberdade da escravidão não passou despercebida pelo escritor britânico Samuel Johnson, que perguntou: “How is it that we hear the loudest yelps for liberty among the drivers of Negroes?”
Como se respondendo a Johnson, Washington escreveu a um amigo em agosto de 1774: “The crisis is arrived when we must assert our rights, or submit to every imposition that can be heaped upon us, till custom and use shall make us tame and abject slaves, as the blacks we rule over with such arbitrary sway.”
Washington compartilhava a preocupação comum do Sul quanto a armar afro-americanos, sejam escravizados ou livres, e inicialmente recusou‑se a admiti‑los nas fileiras do Exército Continental.
Ele reverteu sua posição em relação aos afro-americanos livres quando o governador real da Virgínia, Lord Dunmore, emitiu a Proclamação de Dunmore em novembro de 1775, oferecendo liberdade aos escravizados pertencentes aos rebeldes que se alistassem nas forças britânicas.
Três anos depois, diante de uma aguda escassez de mão de obra, Washington aprovou uma iniciativa de Rhode Island para formar um batalhão de soldados afro-americanos.
Washington deu uma resposta cautelosa a uma proposta, em 1779, de seu jovem ajudante John Laurens para o recrutamento de 3.000 trabalhadores escravizados da Carolina do Sul, que seriam recompensados com a emancipação.
Ele temia que tal medida levasse os britânicos a agir de modo semelhante, desencadeando uma corrida armamentista na qual os americanos ficariam em desvantagem, além de fomentar o descontentamento entre os escravizados que permanecessem na condição de propriedade.
Em 1780, ele sugeriu a um de seus comandantes a integração dos recrutas afro-americanos “para abolir o name and appearance of a Black Corps.”
Durante a guerra, cerca de 5.000 afro-americanos serviram no Exército Continental, que era mais integrado do que qualquer força americana anterior à Guerra do Vietnã, e outros 1.000 serviram na Marinha Continental. Eles representavam menos de três por cento de todas as forças americanas mobilizadas, embora, em 1778, tenham constituído até 13% do Exército Continental. Ao final da guerra, os afro-americanos serviam ao lado dos brancos em praticamente todas as unidades, exceto naquelas formadas no sul profundo.
A primeira indicação de uma mudança na atitude de Washington em relação à escravidão surgiu durante a guerra, por meio de correspondências, em 1778 e 1779, com Lund Washington, que administrava Mount Vernon na ausência de Washington.
Na troca de cartas, um Washington conflituoso expressou o desejo “to get quit of Negroes”, mas deixou claro sua relutância em vendê‑los em público e seu desejo de que “husband and wife, and Parents and children are not separated from each other”.
Sua determinação em não separar famílias tornou‑se uma grande complicação nas deliberações sobre a venda, compra e, oportunamente, emancipação de seus próprios escravizados.
As restrições impostas por Washington colocaram Lund em posição difícil com duas escravas que ele praticamente já havia vendido em 1778, e a irritação de Lund ficou evidente quando pediu a Washington instruções claras.
Apesar da relutância de Washington em separar famílias, há poucas evidências de que considerações morais tenham influenciado seu pensamento nesta fase. Ele buscava libertar‑se de um sistema economicamente inviável, e não emancipar seus escravizados, os quais ainda representavam uma propriedade da qual esperava lucrar. Em meio à severa depreciação ocorrida durante a guerra, a questão não era se vender seus escravizados, mas quando, onde e como fazê‑lo da melhor forma. Lund vendeu nove escravizados – incluindo as duas mulheres – em janeiro de 1779.

### Anos da Confederação

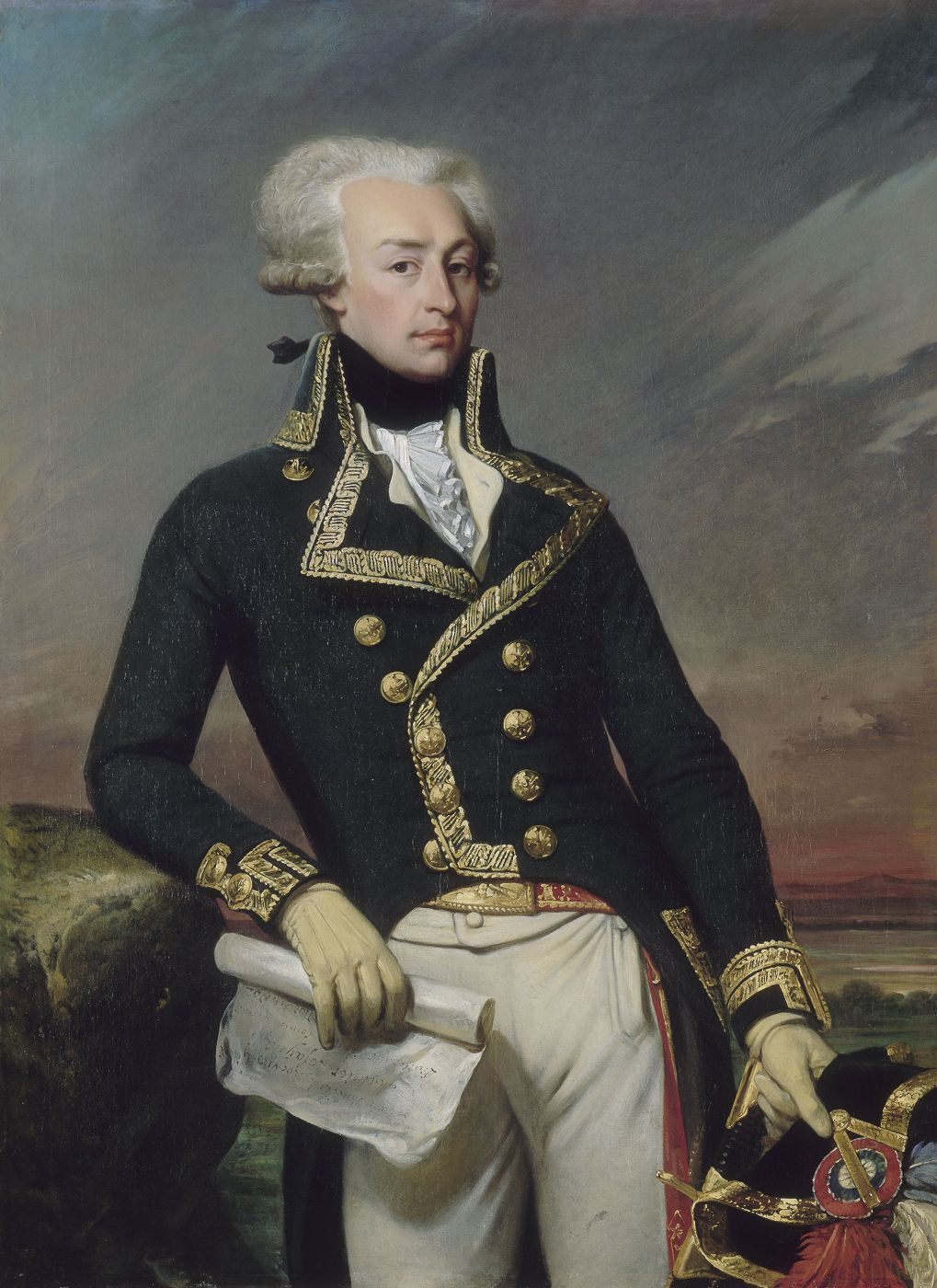
O Marquês de La Fayette

A emancipação tornou-se uma questão importante na Virgínia após a liberalização, em 1782, da lei relativa à manumissão, que é o ato de um proprietário libertar seus escravos. Antes de 1782, uma manumissão exigia a obtenção do consentimento da legislatura estadual, o que era trabalhoso e raramente concedido. Após 1782, inspirado pela retórica que impulsionara a revolução, tornou-se popular libertar os escravos. A população afro-americana livre na Virgínia passou de cerca de 3.000 para mais de 20.000 entre 1780 e 1800; o Censo dos Estados Unidos de 1800 registrou cerca de 350.000 escravos na Virgínia, e os interesses pró-escravidão se reafirmaram por volta dessa época. O historiador Kenneth Morgan escreve, "...a guerra revolucionária foi o ponto de virada crucial no pensamento de [Washington] sobre a escravidão. Após 1783...ele começou a expressar, com mais frequência, tensões internas acerca do problema da escravidão, embora sempre em privado..." Embora Philip Morgan identifique vários pontos de virada e acredite que nenhum deles foi decisivo isoladamente, a maioria dos historiadores concorda que a Revolução foi central para a evolução das atitudes de Washington em relação à escravidão. É provável que a retórica revolucionária sobre os direitos dos homens, o contato próximo com jovens oficiais abolicionistas que serviram com Washington – tais como Laurens, o Marquês de La Fayette e Alexander Hamilton –  e a influência de colegas do norte tenham sido fatores contribuintes nesse processo.
Washington foi envolvido no discurso abolicionista do pós-guerra por meio de seus contatos com amigos antiescravidão, sua rede transatlântica de abolicionistas de destaque e a literatura produzida pelo movimento antiescravidão, embora ele relutasse em voluntariar sua própria opinião sobre o assunto e geralmente o fizesse somente quando o tema era abordado com ele. Ao morrer, a extensa biblioteca de Washington incluía pelo menos dezessete publicações sobre a escravidão. Seis delas foram reunidas em um volume encadernado de forma cara intitulado Tracts on Slavery, indicando que ele atribuía alguma importância a essa seleção. Cinco dos seis foram publicados em 1788 ou depois. Os seis compartilhavam temas comuns: os escravos primeiro precisavam ser educados sobre as obrigações da liberdade antes de serem emancipados, crença que Washington supostamente expressou em 1798, e que a abolição deveria ser realizada por um processo legislativo gradual, ideia que começou a aparecer na correspondência de Washington durante o período da Confederação.
Washington não se impressionou com o que Dorothy Twohig – uma ex-editora-chefe de Os Papéis de Washington –  descreveu como as "demandas imperiosas" e a "piedade evangélica" dos esforços dos Quakers para promover a abolição, e em 1786 reclamou de seu "interferir e seduzir" escravos que "estão felizes e contentes em permanecer com seus senhores atuais". Apenas os abolicionistas mais radicais exigiam a emancipação imediata. A emancipação imediata (em vez da gradual) teria corrigido rapidamente uma grave injustiça, mas os abolicionistas cautelosos temiam que uma emancipação repentina também perturbasse o mercado de trabalho, além de causar problemas para aqueles idosos e pessoas debilitadas que os proprietários de escravos eram obrigados a cuidar. O grande número de pobres desempregados, de qualquer cor, era motivo de preocupação na América do século XVIII, a ponto de a expulsão e a recolocação no exterior frequentemente fazerem parte do discurso sobre emancipação. Um fim súbito da escravidão também teria causado uma perda financeira significativa para os proprietários de escravos, cuja propriedade humana representava um ativo valioso. A emancipação gradual era vista como uma forma de mitigar tal perda e reduzir a oposição daqueles com interesse financeiro na manutenção da escravidão.
Em 1783, Lafayette propôs uma empreitada conjunta para estabelecer um assentamento experimental para escravos libertos que, com o exemplo de Washington, "poderia tornar-se uma prática geral", mas Washington recusou.
Washington expressou apoio à legislação de emancipação para os metodistas de destaque Thomas Coke e Francis Asbury em 1785, mas recusou assinar sua petição que (como disse Coke) pedia "à Assembleia Geral da Virgínia que aprovasse uma lei para a emancipação imediata ou gradual de todos os escravos". Washington expressou privadamente seu apoio a essa legislação para a maioria dos grandes homens da Virgínia, e prometeu comentar publicamente sobre o assunto por carta à Assembleia da Virgínia se a Assembleia começasse a debater seriamente a petição dos metodistas. O historiador Lacy Ford escreve que Washington pode ter dissimulado: "Muito provavelmente, Washington era honesto sobre seu desejo geral de emancipação gradual, mas dissimulava sua disposição em falar publicamente a favor dela; o senhor de Mount Vernon quase certamente raciocinava que a legislatura imediatamente arquivaria a petição, livrando-o, assim, de qualquer obrigação de comentar publicamente o assunto." A medida foi rejeitada sem qualquer dissidência na Câmara dos Delegados da Virgínia, pois os legisladores abolicionistas rapidamente recuaram em vez de sofrer uma derrota inevitável. Washington escreveu, em desespero, para Lafayette: "Algumas petições foram apresentadas à Assembleia em sua última sessão para a abolição da escravidão, mas mal conseguiam sequer ser lidas." A interpretação de James Thomas Flexner difere um pouco da de Lacy Ford: "Washington estava disposto a apoiar publicamente a petição dos metodistas pela emancipação gradual se a proposta mostrasse a menor possibilidade de ser considerada pela legislatura da Virgínia." Flexner acrescenta que, se Washington tivesse sido mais audacioso em buscar a emancipação na Virgínia, então "indubitavelmente ele não teria conseguido pôr fim à escravidão, e certamente teria tornado impossível o papel que desempenhou na Convenção Constitucional e na Presidência."
Henriques identifica a preocupação de Washington com o julgamento da posteridade como um fator significativo em seu pensamento sobre a escravidão, escrevendo: "Nenhum homem tinha um desejo maior de imortalidade secular, e [Washington] compreendia que seu lugar na história seria manchado por sua propriedade de escravos." Philip Morgan de maneira similar identifica a importância da ambição de Washington por fama e respeito público como homem de honra; em dezembro de 1785, o quacre e também virginiano Robert Pleasants "acertou em cheio com Washington", escreve Morgan, ao dizer a Washington que permanecer como proprietário de escravos mancharia sua reputação para sempre. Na correspondência do ano seguinte com o político de Maryland John Francis Mercer, Washington expressou "grande repugnância" por comprar escravos, afirmou que não os compraria mais "a menos que circunstâncias peculiares me compelissem a fazê-lo" e deixou claro seu desejo de ver a instituição da escravidão encerrada por meio de um processo legislativo gradual. Ele expressou seu apoio à legislação abolicionista de forma privada, mas de maneira ampla, compartilhando essas visões com os principais líderes da Virgínia, e com outros líderes, incluindo Mercer e o fundador Robert Morris da Pensilvânia, para quem Washington escreveu:
Posso apenas dizer que não há homem vivo que deseje mais sinceramente do que eu ver adotado um plano para a abolição dele – mas há apenas um modo próprio e eficaz pelo qual isso pode ser alcançado, e esse é pela autoridade legislativa: e isso, no que se refere ao meu direito de voto, jamais faltará.
Washington ainda necessitava de mão-de-obra para trabalhar em suas fazendas, e havia poucas alternativas à escravidão. A mão-de-obra contratada ao sul da Pensilvânia era escassa e cara, e a Revolução havia interrompido o fornecimento de servos contratados e trabalho forçado vindos da Grã-Bretanha. Washington reduziu significativamente suas compras de escravos após a guerra, embora não esteja claro se essa decisão foi moral ou prática; ele afirmou repetidamente que seu inventário e sua potencial prole eram adequados para suas necessidades atuais e previsíveis. No entanto, ele negociou com John Mercer para aceitar seis escravos como pagamento de uma dívida em 1786 e expressou a Henry Lee o desejo de comprar um pedreiro no ano seguinte. Em 1788, Washington adquiriu trinta e três escravos da propriedade de Bartholomew Dandridge para quitar uma dívida, e os deixou com a viúva de Dandridge em sua propriedade em Pamocra, New Kent County, Virginia. Mais tarde, no mesmo ano, ele recusou uma sugestão do abolicionista francês de destaque Jacques Brissot para formar e tornar-se presidente de uma sociedade abolicionista na Virgínia, afirmando que, embora fosse a favor de tal sociedade e a apoiasse, o momento ainda não era oportuno para enfrentar a questão. O historiador James Flexner escreveu que, de modo geral, "Washington limitou-se a afirmar que, se um movimento autêntico em direção à emancipação pudesse ser iniciado na Virgínia, ele imediatamente o apoiaria. Mas tal movimento não poderia ser iniciado."

### Criação da Constituição dos EUA
Washington presidiu a Convenção Constitucional em 1787, durante a qual tornou-se óbvio o quão explosiva era a questão da escravidão e o quanto a facção antiescravidão estava disposta a aceitar a preservação dessa instituição opressiva para assegurar a unidade nacional e o estabelecimento de um governo federal forte. A Constituição permitia, mas não exigia, a preservação da escravidão e deliberadamente evitava o uso da palavra "escravo", que poderia ser interpretada como autorizadora do tratamento de seres humanos como propriedade em todo o país. Cada estado podia mantê-la, alterá-la ou eliminá-la como quisesse, embora o Congresso pudesse adotar várias políticas que afetariam essa decisão em cada estado. Em 1776, a escravidão era legal em todas as 13 colônias, mas, na morte de Washington, em dezembro de 1799, havia oito estados livres e nove estados escravistas, e essa divisão era considerada totalmente constitucional.
O apoio dos estados do sul à nova constituição foi garantido por meio da concessão de salvaguardas que protegiam a escravidão, incluindo a Cláusula do Escravo Fugitivo, além de cláusulas que prometiam que o Congresso não proibiria o tráfico transatlântico de escravos por vinte anos, e que capacitava (mas não obrigava) o Congresso a autorizar a supressão de insurreições, tais como rebeliões de escravos. A Constituição também incluía o Compromisso dos Três Quintos, que teve efeitos duplos: para fins de tributação e representação, três de cada cinco escravos seriam contados, o que significava que cada estado escravista teria que pagar menos impostos, mas também teria menos representação no Congresso do que se cada escravo fosse contado. Após a convenção, o apoio de Washington foi crucial para que os estados ratificassem o documento.

### Anos Presidenciais
A infeliz condição das pessoas, cujo trabalho em parte empreguei, tem sido o único assunto inevitável de arrependimento. Tornar os adultos entre elas tão fáceis e confortáveis em suas circunstâncias quanto seu estado atual de ignorância e imprudência admitiria; e lançar uma base para preparar a geração emergente para um destino diferente daquele em que nasceram; ofereceu alguma satisfação à minha mente, e não pude, espero, ser desagradável à justiça do Criador.

Atribuído a George Washington, conforme consta no caderno de David Humphreys, c.1788/1789
A posição preeminente de Washington garantiu que quaisquer ações que ele tomasse em relação aos seus próprios escravos se tornassem uma declaração num debate nacional sobre a escravidão, que ameaçava dividir o país. Wiencek sugere que Washington considerou fazer exatamente essa declaração ao assumir a presidência em 1789. Um trecho no caderno do biógrafo de Washington, David Humphreys, datado do final de 1788 ou início de 1789 registrou uma declaração que se assemelhava à cláusula de emancipação no testamento de Washington uma década depois. Wiencek argumenta que o trecho era um rascunho de um anúncio público que Washington estava considerando, no qual ele declararia a emancipação de alguns de seus escravos. Marca, segundo Wiencek, uma epifania moral no pensamento de Washington, o momento em que ele decidiu não apenas emancipar seus escravos, mas também usar a ocasião para estabelecer o exemplo que Lafayette havia instado em 1783. Outros historiadores discordam da conclusão de Wiencek; Henriques e Joseph Ellis concordam com a opinião de Philip Morgan de que Washington não experimentou epifanias em uma "luta longa e obstinada" na qual não houve um ponto de virada singular. Morgan argumenta que o trecho de Humphreys é a "expressão privada de remorso" de um homem incapaz de se desvincular da "teia intricada" de "dependência mútua" da escravidão, e que Washington acreditava que comentar publicamente sobre um assunto tão divisório seria melhor evitado em prol da unidade nacional.

#### Como presidente

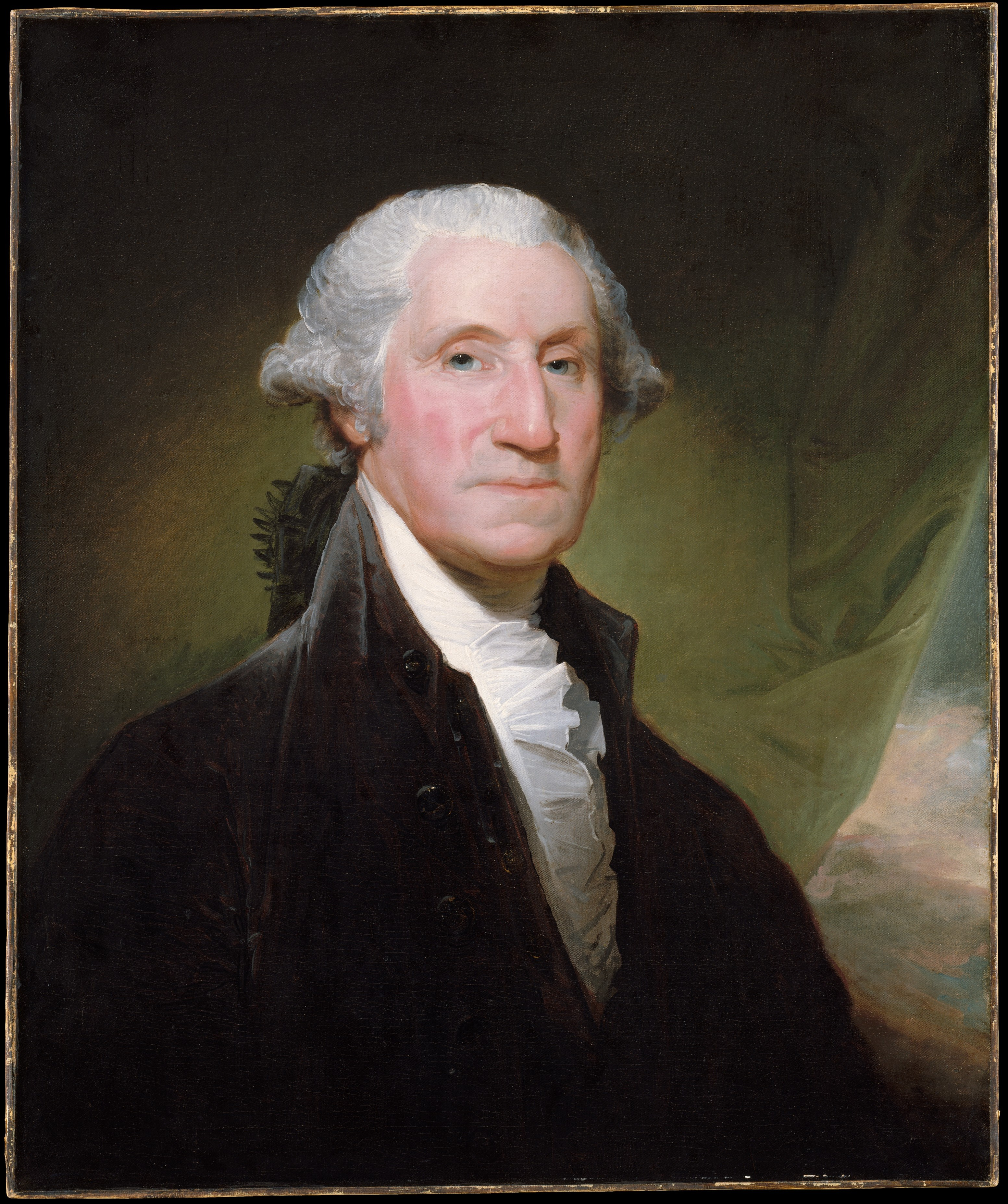
Presidente George Washington por Gilbert Stuart (1795)

Washington assumiu a presidência num momento em que o sentimento revolucionário contra a escravidão dava lugar a um ressurgimento dos interesses pró-escravidão. Nenhum estado considerou tornar a escravidão uma questão durante a ratificação da nova constituição, os estados do sul reforçaram sua legislação escravista e figuras antiescravidoras de destaque foram discretas sobre o assunto em público. Washington compreendia que havia pouco apoio organizado em larga escala para a abolição. Ele possuía uma sensibilidade aguda tanto para a fragilidade da nascente República quanto para seu papel como figura unificadora, e estava determinado a não colocar em risco nenhum dos dois ao confrontar um assunto tão divisório e enraizado quanto a escravidão.
Ele foi presidente de um governo que forneceu suporte material e financeiro para os esforços franceses de suprimir a rebelião de escravos em Saint Domingue em 1791, e que também implementou a pró-escravidão Lei do Escravo Fugitivo de 1793. A Lei do Escravo Fugitivo deu efeito à Cláusula do Escravo Fugitivo e à Cláusula de Extradição, sendo aprovada por ampla maioria no Congresso (por exemplo, a votação foi de 48 contra 7 na Câmara), depois assinada por Washington, e foi duramente criticada pelos negros livres, que acreditavam corretamente que permitiria a caça a recompensas e sequestros. Embora a redação da lei exigisse que qualquer pessoa capturada como escravo fugitivo fosse apresentada a um juiz ou magistrado para certificar a captura antes de ser removida do estado, esse requisito era frequentemente ignorado na prática. De fato, a lei foi redigida em meio a uma controvérsia sobre um homem negro livre chamado John Davis, que foi sequestrado da Pensilvânia e levado para a Virgínia, mas a lei nem sequer resolveu essa controvérsia; os sequestradores da Virgínia nunca foram extraditados para a Pensilvânia, e John Davis permaneceu escravo.
No lado antiescravidão, em agosto de 1789, Washington assinou uma reedição da Ordenança do Noroeste de 1787, que libertava todos os novos escravos trazidos após 1787 para uma vasta extensão de território federal ao norte do Rio Ohio, exceto os escravos que fugiam dos estados escravistas. Essa lei de 1787 havia expirado quando a nova Constituição dos EUA foi ratificada em março de 1789, e o Congresso a reafirmou com a Ordenança do Noroeste de 1789, que incluía a restrição à escravidão. Washington também sancionou a Lei do Comércio de Escravos de 1794, que proibiu o envolvimento de navios e exportadores americanos no tráfico internacional de escravos. Além disso, segundo o biógrafo de Washington, James Thomas Flexner, Washington, como presidente, enfraqueceu a escravidão ao favorecer os planos econômicos de Relatório sobre as Manufaturas de Hamilton em detrimento da economia agrária da democracia jeffersoniana.
Washington nunca falou publicamente sobre a questão da escravidão durante seus oito anos como presidente, nem respondeu, muito menos agiu, em relação a qualquer uma das petições abolicionistas que recebeu. Ele descreveu uma petição quacre de fevereiro de 1790 ao Congresso dos Estados Unidos pedindo o fim imediato do tráfico de escravos como "um negócio mal julgado" que "ocasionou um grande desperdício de tempo", embora o historiador Paul F. Boller tenha observado que o Congresso debatou extensivamente essa petição apenas para concluir que não tinha poder para fazer nada a respeito, de modo que "o Memorial Quacre pode ter sido um desperdício de tempo no que se refere a resultados práticos imediatos." Washington apoiou a manobra de James Madison na Câmara para adiar qualquer discussão sobre o fim do tráfico de escravos até 1808, conforme especificado pela Constituição. Suas aspirações abolicionistas para a nação centravam-se na esperança de que a escravidão desaparecesse naturalmente com o tempo, com a Lei que Proíbe a Importação de Escravos de 1808, a data mais próxima em que tal legislação poderia ser aprovada, conforme acordado na Convenção Constitucional.
No final de sua presidência, Washington disse ao seu Secretário de Estado dos Estados Unidos Edmund Randolph que, no caso de um confronto entre o Norte e o Sul, ele havia "decidido se mudar e ficar no Norte" (ou seja, deixar a Virgínia e mudar-se para o norte). Em 1798, ele imaginou justamente esse conflito quando disse: "Posso prever claramente que nada além da erradicação da escravidão pode perpetuar a existência de nossa união." Mas não há indicação de que Washington tenha favorecido um fim imediato em vez do gradual para a escravidão. De fato, o desaparecimento gradual da escravidão permaneceu possível, até que Eli Whitney inventou o descaroçador de algodão em 1793, o que levou, em cinco anos, a uma demanda muito maior por trabalho escravo.

#### Como fazendeiro na Virgínia
Além da cautela política, os imperativos econômicos permaneciam uma consideração importante em relação à posição pessoal de Washington como proprietário de escravos e seus esforços para se desvincular de sua dependência da escravidão. Ele era um dos maiores devedores na Virgínia ao final da guerra, e, em 1787, os negócios em Mount Vernon já não geravam lucro há mais de uma década. Rendimentos de safras persistentemente baixos devido a pestes e clima adverso, o custo das reformas na residência de Mount Vernon, as despesas de entreter um fluxo constante de visitantes, a falha de Lund em cobrar os aluguéis dos arrendatários de Washington e a depreciação ocorrida durante a guerra contribuíam para que Washington ficasse com poucos recursos financeiros.

É demonstradamente claro que, nesta propriedade, tenho mais negros trabalhadores, por uma totalidade completa, do que podem ser empregados de forma vantajosa no sistema agrícola; e jamais voltarei a ser lavrador nela... Vender o excedente não posso, pois sou contrário a esse tipo de comércio na espécie humana...

George Washington para Robert Lewis, 17 de agosto de 1799
Os custos de manter um excedente de escravos, incluindo o cuidado dos jovens e dos idosos, contribuíam substancialmente para suas dificuldades financeiras. Em 1786, a proporção de escravos produtivos para não produtivos estava se aproximando de 1:1, e a propriedade de aproximadamente 7,300
-acre(s) (2,954 ha) de Mount Vernon era operada com 122 escravos trabalhadores. Embora essa proporção tivesse melhorado, em 1799, para cerca de 2:1, a propriedade de Mount Vernon havia crescido apenas 10 por cento, atingindo aproximadamente 8,000 acre(s)s (3,237 ha), enquanto a população de escravos trabalhadores aumentara 65 por cento, para 201. Essa tendência ameaçava levar Washington à falência. Os escravos que Washington havia comprado no início do desenvolvimento de seus negócios estavam além de sua idade ideal e eram quase impossíveis de vender, e a partir de 1782, a lei da Virgínia responsabilizava os proprietários de escravos pelo sustento financeiro dos escravos que libertavam e que eram muito jovens, muito idosos ou de outra forma incapazes de trabalhar.
Durante seu segundo mandato, Washington começou a planejar uma aposentadoria que lhe proporcionasse "tranquilidade com certa renda". Em dezembro de 1793, ele buscou a ajuda do agricultor britânico Arthur Young para encontrar fazendeiros a quem ele arrendaria todas, exceto uma, de suas fazendas, nas quais seus escravos seriam empregados como trabalhadores. No ano seguinte, ele instruiu seu secretário Tobias Lear a vender suas terras ocidentais, ostensivamente para consolidar suas operações e colocar suas finanças em ordem. Washington concluiu suas instruções a Lear com uma passagem privada na qual expressava repulsa por possuir escravos e declarava que a principal razão para vender as terras era levantar recursos que lhe permitissem libertá-los. Essa é a primeira indicação clara de que o pensamento de Washington havia mudado de vender seus escravos para libertá-los. Em novembro do mesmo ano (1794), Washington declarou em carta a seu amigo e vizinho Alexander Spotswood: "Se não fosse por eu ser contra a venda de negros, como se vendem gado no mercado, dentro de doze meses a partir desta data, não possuiria nenhum como escravo."
Em 1795 e 1796, Washington elaborou um plano complicado que envolvia arrendar suas terras ocidentais para agricultores arrendatários, aos quais ele arrendaria seus próprios escravos, e um esquema similar para arrendar os escravos de dote que ele controlava para o Dr. David Stuart trabalharem na plantação de Stuart na Eastern Shore. Esse plano teria envolvido a separação de famílias de escravos, mas foi concebido com o objetivo final de arrecadar recursos suficientes para financiar sua eventual emancipação (um detalhe que Washington manteve em segredo) e impedir que os herdeiros Custis dividissem permanentemente as famílias por meio da venda.
Nenhum desses esquemas pôde ser realizado devido à sua incapacidade de vender ou arrendar terras por preços adequados, à recusa dos herdeiros Custis em concordar com eles e à sua própria relutância em separar famílias. Wiencek especula que, porque Washington deu tal consideração séria à libertação de seus escravos, ciente das ramificações políticas que se seguiriam, um de seus objetivos era fazer uma declaração pública que inclinasse a opinião a favor da abolição. Philip Morgan argumenta que a libertação de seus escravos por Washington enquanto presidente, em 1794 ou 1796, não teria tido efeito profundo, e teria sido recebida com silêncio público e desdém privado pelos brancos do sul.
Wiencek escreve que, se Washington tivesse encontrado compradores para suas terras por um preço que parecesse justo, esse plano teria, em última análise, libertado "tanto seus próprios escravos quanto os controlados pela família de Martha", e, para atingir esse objetivo, Washington teria "cedido seu ativo mais valioso remanescente, suas terras ocidentais, os recursos para sua aposentadoria." Ellis conclui que Washington priorizou sua própria segurança financeira em detrimento da liberdade da população escravizada sob seu controle, e escreve, acerca da falha de Washington em vender as terras a preços que considerava justos, "Ele passou a vida adquirindo uma propriedade impressionante, e estava extremamente relutante em abri-la, exceto em seus próprios termos." Ao discutir outro dos planos de Washington, elaborado depois de ter escrito seu testamento, para transferir trabalhadores escravizados para suas propriedades na Virgínia Ocidental, Philip Morgan escreve: "Indiscutivelmente, então, mesmo na véspera de sua morte, Washington estava longe de abandonar a escravidão. Até o fim, ele estava comprometido em obter lucros, mesmo às custas dos transtornos que tais transferências indubitavelmente causariam aos seus escravos."
À medida que Washington subordinava seu desejo de emancipação a seus esforços para garantir a independência financeira, ele tomou cuidado para reter seus escravos. A partir de 1791, ele providenciou que aqueles que serviam em sua comitiva pessoal em Filadélfia, enquanto ele era presidente, fossem deslocados para fora do estado antes de se tornarem elegíveis para a emancipação após seis meses de residência, conforme a lei da Pensilvânia. Não apenas Washington teria sido privado dos serviços deles se fossem libertados, como a maioria dos escravos que o acompanhava em Filadélfia era de dote, o que significava que ele teria que compensar a propriedade Custis pela perda. Por conta de suas preocupações com sua imagem pública e de que a perspectiva da emancipação geraria descontentamento entre os escravos antes de se tornarem elegíveis para a emancipação, ele instruiu que fossem transportados de volta para Mount Vernon "sob o pretexto que pudesse enganar tanto eles quanto o público".
Washington não poupou despesas nos esforços para recuperar Hercules e Judge quando estes fugiram. No caso de Judge, Washington insistiu por três anos. Ele tentou persuadi-la a retornar quando seu agente finalmente a localizou em New Hampshire, mas recusou prometer-lhe liberdade após sua morte; "Por mais bem disposto que eu pudesse estar a favor de uma emancipação gradual", disse, "ou mesmo de uma emancipação total dessa natureza (se esta última fosse de fato praticável neste momento), não seria político nem justo recompensar a infidelidade com uma preferência prematura". Ambos, Hercules e Judge, escaparam à captura. A busca de Washington por um novo cozinheiro para substituir Hercules em 1797 é o último caso conhecido em que ele considerou comprar um escravo, apesar de sua resolução de "nunca se tornar o senhor de outro escravo por meio de compra"; no fim, ele optou por contratar um cozinheiro branco.

### Atitude em relação à raça

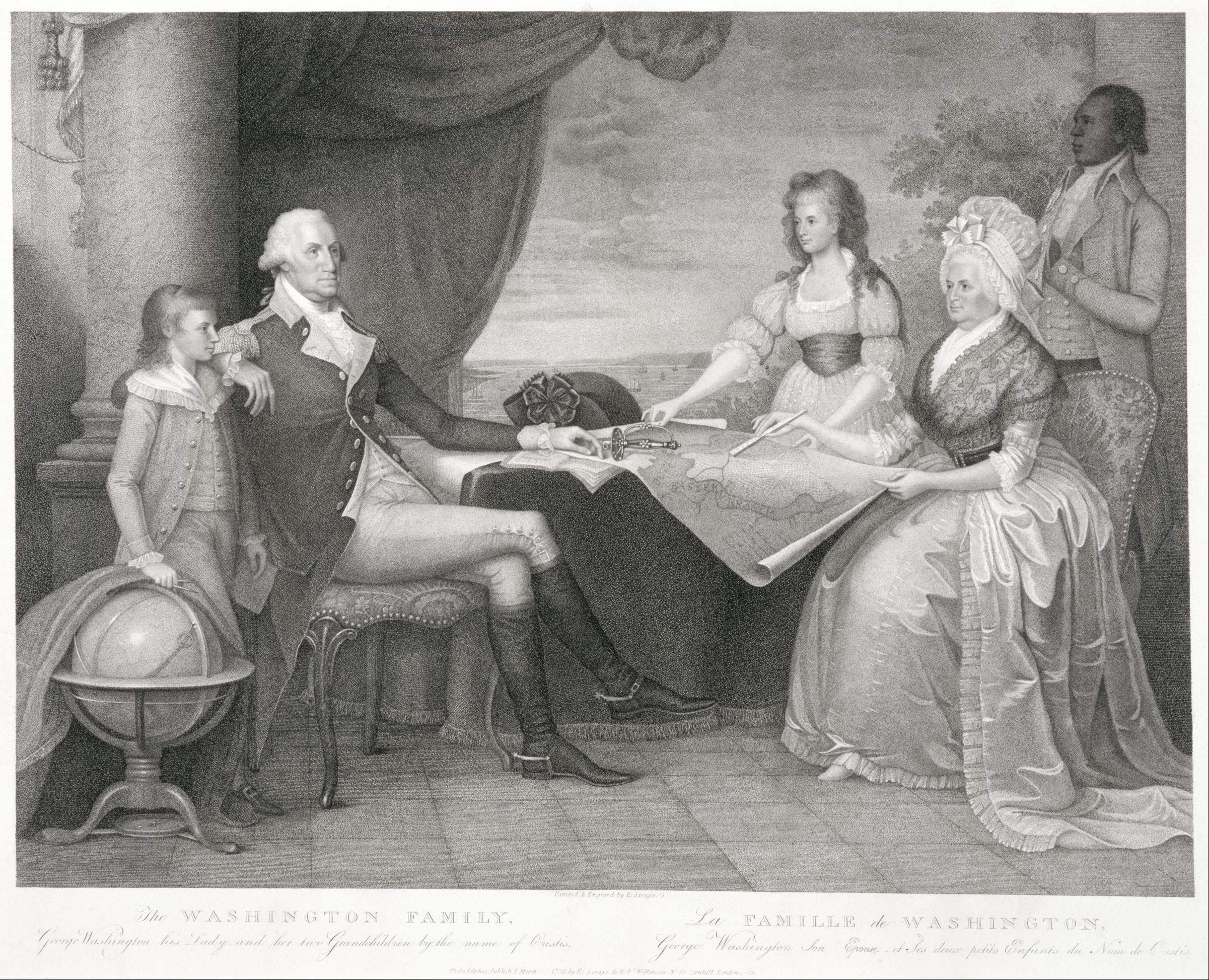
A Família Washington, gravada e impressa por Edward Savage na década de 1790; George e Martha estão sentados, seus filhos do primeiro casamento dela já haviam morrido, eles criavam esses netos, Washy e Nelly, e o empregado pode ser o escravizado Christopher Sheels

O historiador Joseph Ellis escreve que Washington não era a favor da continuação da escravidão legal, e acrescenta "[n]em jamais abraçou os argumentos raciais de inferioridade dos negros que Jefferson defendeu.... Ele via a escravidão como a culpada, impedindo o desenvolvimento da diligência e responsabilidade que emergiriam gradualmente e naturalmente após a emancipação." Outros historiadores, como Stuart Leibinger, concordam com Ellis ao afirmar que, "Diferentemente de Jefferson, Washington e Madison rejeitaram a inferioridade inata dos negros...."
O historiador James Thomas Flexner diz que "O registro em relação a George Washington é uma demonstração conspícua de como a história negra foi negligenciada. Um exemplo: o índice em dois volumes do conjunto de trinta e nove volumes dos 'Escritos' de Washington especifica quase tudo, exceto os nomes dos escravos."  No que diz respeito às visões raciais de Washington, Flexner afirma que a acusação de racismo provém do revisão histórica e da falta de investigação, visto que a escravidão "não foi inventada para os negros, a instituição é tão antiga quanto a história e não havia, quando Washington era criança, sido oficialmente contestada em nenhum lugar."
Kenneth Morgan escreve que, "O sentido enraizado de superioridade racial de Washington em relação aos afro-americanos não levou a expressões de negrofobia... Contudo, Washington queria que seus trabalhadores brancos fossem alojados afastados dos negros em Mount Vernon, acreditando que uma intermistura racial estreita era indesejável." Segundo o historiador Albert Tillson, uma das razões pelas quais os negros escravizados eram alojados separadamente em Mount Vernon é que Washington considerava que alguns trabalhadores brancos tinham hábitos que "não eram bons" (por exemplo, Tillson menciona casos de "bebedeira interracial" na região do Chesapeake), e outra razão é que, segundo Tillson, Washington "esperava que tais acomodações eventualmente desgostassem a família branca."
Philip Morgan escreve que "O jovem Washington revelou preconceitos contra os negros, bastante naturais para a época" e que "a negritude, em sua mente, era sinônimo de comportamento incivilizado." Os preconceitos de Washington não eram inflexíveis; sua manutenção de afro-americanos no Regimento da Virgínia contrária às regras, sua contratação de supervisores afro-americanos, seu uso de médicos afro-americanos e seu elogio aos "grandes talentos poéticos" do poeta afro-americano Phillis Wheatley, que o louvou em um poema em 1775, demonstram que ele reconhecia as habilidades e talentos dos afro-americanos. O historiador Henry Wiencek expressou esse julgamento:
"Se você olhar para o testamento de Washington, não há conflito quanto ao lugar dos afro-americanos, de forma alguma", disse Wiencek em entrevista. "De uma ponta à outra de seus papéis, procurei algum indício de racismo e não encontrei nenhum, diferentemente de Jefferson, que era explícito em sua crença na inferioridade dos negros. Em seu testamento, Washington elaborou uma declaração de direitos para os negros e afirmou que eles deveriam ser ensinados a ler e escrever. Eles eram americanos, com o direito de viver aqui, de serem educados e de trabalhar de forma produtiva como pessoas livres."
As visões de Martha Washington sobre a escravidão e a raça eram diferentes das de seu marido e eram menos favoráveis aos afro-americanos. Por exemplo, ela afirmou em 1795 que "os negros são tão ruins em sua natureza que não têm a menor gratidão pela bondade que pode lhes ser demonstrada." Ela recusou seguir o exemplo que ele deu ao emancipar seus escravos e, em vez disso, legou o único escravo que possuía diretamente (chamado Elish) para seu neto.

## Disposições do Testamento

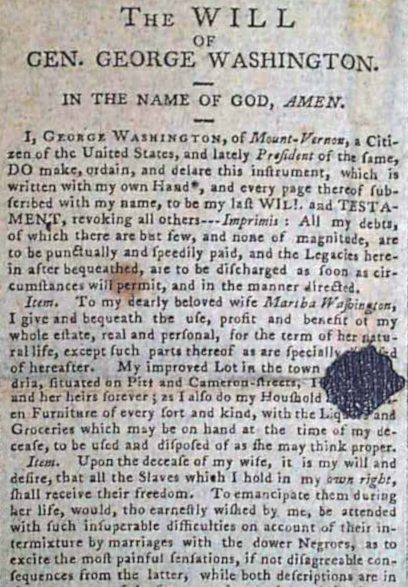
O testamento de Washington publicado no Connecticut Journal, 20 de fevereiro de 1800

Em julho de 1799, cinco meses antes de sua morte, Washington redigiu seu testamento, no qual estipulava que um de seus escravos deveria ser libertado e que os demais deveriam ser obrigados a trabalhar para sua viúva, sendo libertados com a morte dela. Nos meses que se seguiram, ele considerou um plano para retomar arrendamentos nos condados de Berkeley e Frederick e transferir metade dos seus escravos de Mount Vernon para trabalhar nessas terras. Washington esperava que isso "resultasse em um lucro líquido maior" que pudesse "beneficiar a mim e não piorar a condição [dos escravos]", apesar da perturbação que tal realocação causaria às famílias de escravos. O plano morreu com Washington em 14 de dezembro de 1799.
Os escravos de Washington foram objeto das disposições mais extensas no testamento de 29 páginas, ocupando três páginas nas quais suas instruções eram mais enfáticas do que no restante do documento. Seu criado, William Lee, foi libertado imediatamente, e o uso dos 123 escravos restantes foi legada à sua viúva até sua morte.
A postergação pretendia adiar a dor da separação que ocorreria quando seus escravos fossem libertados, mas seus cônjuges, dentre os escravos dote, permanecessem em cativeiro – situação que afetava 20 casais e seus filhos.>
Aqueles que fossem muito velhos ou debilitados para trabalhar deveriam ser sustentados pelo seu espólio, conforme determinado pela lei estadual. No final da década de 1790, cerca de metade da população escravizada em Mount Vernon estava muito velha, muito jovem ou demasiado debilitada para ser produtiva.
Washington foi além do requisito legal de sustentar e manter os escravos mais jovens até a idade adulta, estipulando que aquelas crianças cuja educação não pudesse ser realizada pelos pais deveriam ser ensinadas a ler, escrever e aprender um ofício útil por seus senhores, sendo libertadas aos 25 anos. Ele proibiu a venda ou o transporte de quaisquer de seus escravos para fora da Virgínia antes de sua emancipação. Incluindo os escravos Dandridge, que seriam emancipados sob termos semelhantes, mais de 160 escravos seriam libertados. Embora Washington não fosse o único entre os proprietários de escravos da Virgínia a providenciar a liberdade tardia de seus escravos, ele era incomum por fazê-lo tão tardiamente, depois que o apoio pós-revolucionário para a emancipação na Virgínia havia se dissipado. Também era atípico por ser um dos poucos fundadores proprietários de escravos a adotar tal medida. Outros fundadores que libertaram seus escravos incluem John Dickinson e Caesar Rodney, ambos de Delaware.

## Consequências

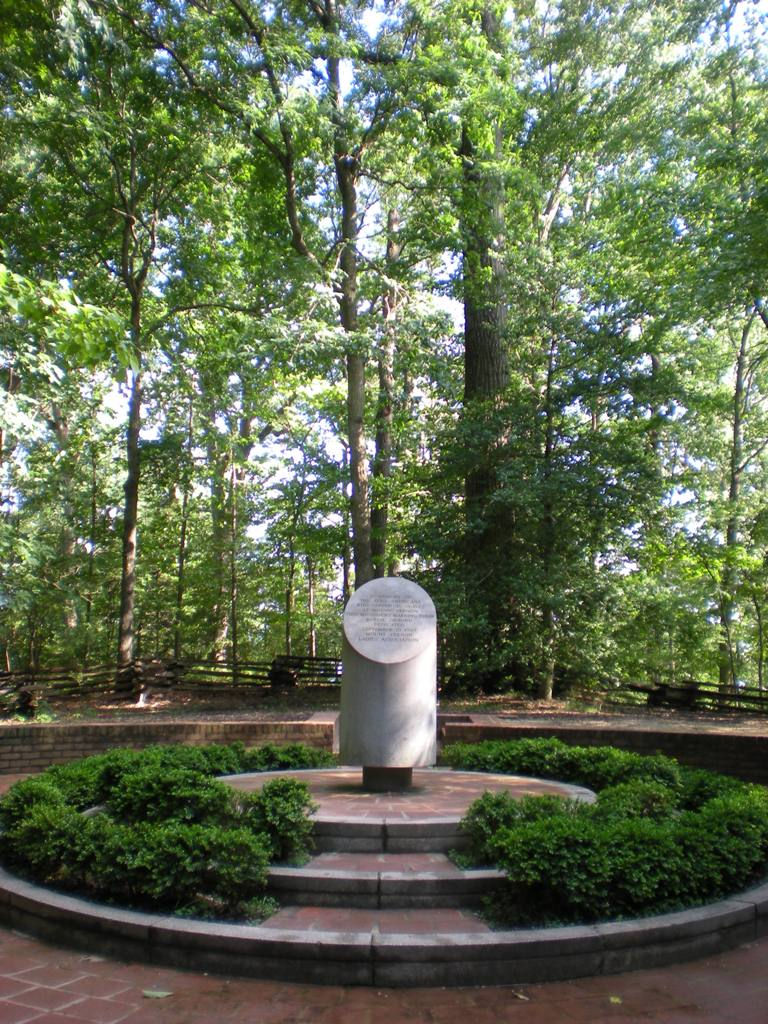
Memorial do cemitério de escravos em Mount Vernon

A ação de Washington foi ignorada pelos proprietários de escravos do sul, e a escravidão continuou em Mount Vernon. Já a partir de 1795, os escravos dote estavam sendo transferidos para as três netas de Martha à medida que os herdeiros Custis se casavam. Martha sentiu-se ameaçada por estar cercada de escravos cuja liberdade dependia de sua morte e libertou os escravos de seu falecido marido em 1º de janeiro de 1801.
Essa ação de Martha Washington não violava o testamento de seu marido, que não exigia que ela mantivesse nenhum escravo em cativeiro.
Os escravos aptos foram libertados e deixados para se sustentarem e sustentar suas famílias. Em poucos meses, quase todos os ex-escravos de Washington haviam deixado Mount Vernon, restando 121 adultos e crianças em idade de trabalhar na propriedade. Cinco mulheres libertas foram listadas como remanescentes: uma mãe solteira de dois filhos; duas mulheres – uma delas com três filhos – casadas com escravos de Washington que já estavam velhos demais para trabalhar; e duas mulheres casadas com escravos dote. William Lee permaneceu em Mount Vernon, onde trabalhou como sapateiro. Após a morte de Martha em 22 de maio de 1802, a maioria dos escravos dote remanescentes passou para seu neto, George Washington Parke Custis, a quem ela legou o único escravo que possuía em seu próprio nome.
Há poucos registros sobre como os recém-libertos se saíram. Custis escreveu mais tarde que "embora muitos deles, com vistas à sua libertação, tenham sido instruídos em ofícios mecânicos, tiveram um sucesso muito ruim como homens livres; tão verdadeiro é o axioma, 'a hora que faz do homem um escravo, retira metade de seu valor'." O genro da irmã de Custis escreveu em 1853 que os descendentes daqueles que permaneceram escravos, muitos deles agora em sua posse, foram "prósperos, contentes e felizes", enquanto os que foram libertados levaram uma vida de "vício, dissipação e ociosidade" e se tornaram, em sua "doença, idade e pobreza", um fardo para seus sogros. Tais relatos foram influenciados pelo racismo inato dos autores bem-educados e de classe alta e ignoraram os impedimentos sociais e legais que prejudicavam as chances de prosperidade dos ex-escravos, os quais incluíam leis que tornavam ilegal ensinar os libertos a ler e escrever e, em 1806, exigiam que os escravos recém-libertos deixassem o estado.

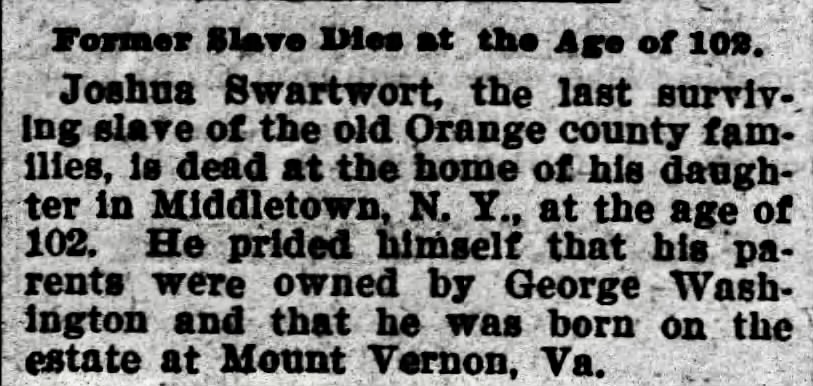
"Ex-escravo morre aos 102 anos" – Joshua Swartwort nasceu escravizado em Mount Vernon por volta de 1800; seus pais haviam sido escravizados por George Washington (Public Press, Northumberland, Pa., 21 de novembro de 1902)

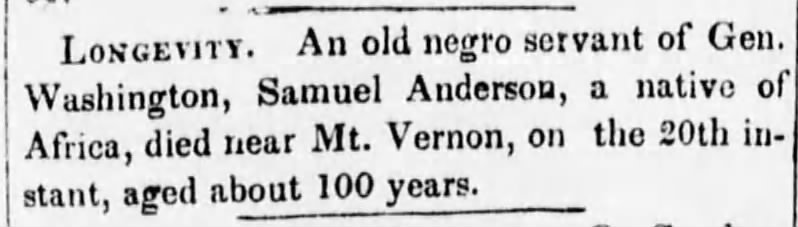
De acordo com este breve obituário, Samuel Anderson nasceu na África na década de 1740 ("Longevity" Baltimore Daily Commercial, 27 de fevereiro de 1845)

Há evidências de que alguns dos ex-escravos de Washington conseguiram comprar terras, sustentar suas famílias e prosperar como pessoas livres. Em 1812, Free Town, na Paróquia de Truro, o primeiro assentamento afro-americano livre conhecido no Condado de Fairfax, abrigava sete famílias de ex-escravos de Washington. Em meados do século XIX, um filho do carpinteiro de Washington, Davy Jones, e dois netos de seu condutor de diligência Joe Richardson haviam comprado terras na Virgínia. Francis Lee, irmão mais novo de William, era tão conhecido e respeitado que teve seu obituário publicado no Alexandria Gazette em sua morte em Mount Vernon, em 1821. Sambo Anderson, que caçava animais, como fazia enquanto escravo de Washington, e prosperou por um tempo vendendo-os para as famílias mais respeitáveis de Alexandria, foi igualmente mencionado pelo Gazette quando morreu próximo a Mount Vernon em 1845. Pesquisas publicadas em 2019 concluíram que Hercules trabalhou como cozinheiro em Nova Iorque, onde morreu em 15 de maio de 1812.
Uma década após a morte de Washington, o jurista da Pensilvânia Richard Peters escreveu que os servos de Washington "eram devotados a ele; e especialmente aqueles que estavam mais próximos de sua pessoa. Os sobreviventes deles ainda veneram e adoram sua memória." Em sua velhice, Anderson afirmou que "foi um homem muito mais feliz quando era escravo do que jamais foi desde então", pois naquela época "eu tinha um bom e bondoso senhor para cuidar de todas as minhas necessidades, mas agora não tenho ninguém para cuidar de mim". Quando Judge foi entrevistada na década de 1840, ela expressou considerável amargura, não pela forma como fora tratada como escrava, mas pelo fato de ter sido escravizada. Ao ser perguntada, após ter enfrentado as dificuldades de ser uma mulher livre e tendo sobrevivido ao marido e aos filhos, se lamentava sua fuga, ela respondeu: "Não, eu sou livre, e creio ter sido feita filha de Deus por esse meio."

### Legado político
O testamento de Washington foi tanto um testamento privado quanto uma declaração pública sobre a instituição. Foi amplamente publicado –  em jornais por todo o país, como um panfleto que, somente em 1800, alcançou treze edições distintas, e incluído em outras obras – , tornando-se parte da narrativa nacionalista. Nos elogios da facção antiescravagista, o inconveniente fato de Washington ter sido proprietário de escravos foi minimizado em favor de seu ato final de emancipação. Washington "desprezava manter seus semelhantes em abjeta servidão doméstica", escreveu o federalista de Massachusetts Timothy Bigelow, antes de exortar "cidadãos do Sul" a imitarem o exemplo de Washington. Nessa narrativa, Washington era um proto-abolicionista que, ao somar a liberdade de seus escravos à liberdade da escravidão britânica que conquistara para a nação, seria mobilizado para servir à causa antiescravagista.
Uma narrativa alternativa, mais alinhada com os sentimentos pró-escravidão, abraçava – em vez de eliminar – a condição de proprietário de escravos de Washington. Ele era retratado como uma figura paternal, o pai benevolente não só de seu país, mas também de uma família de escravos ligados a ele por afeição e não por coerção. Nessa narrativa, os escravos o idolatrizavam e choravam em seu leito de morte, e, em uma biografia de 1807, Aaron Bancroft escreveu: "Na vida doméstica e privada, ele combinava a autoridade do senhor com o cuidado e a bondade de um guardião e amigo." Essas narrativas concorrentes permitiram que tanto o Norte quanto os Sul reivindicassem Washington como o pai de suas nações durante a Guerra Civil Americana que pôs fim à escravidão mais de meio século após sua morte.
Há uma tensão entre a postura de Washington em relação à escravidão e seu papel histórico mais amplo como defensor da liberdade. Ele foi um proprietário de escravos que liderou uma guerra pela liberdade e, em seguida, liderou o estabelecimento de um governo nacional que garantiu a liberdade para muitos de seus cidadãos, o que os historiadores consideram um paradoxo. O historiador Edmund Sears Morgan explicou que Washington não estava sozinho nesse aspecto: "A Virgínia produziu os porta-vozes mais eloquentes da liberdade e igualdade em todos os Estados Unidos: George Washington, James Madison e, acima de tudo, Thomas Jefferson. Todos eles eram proprietários de escravos e permaneceram assim ao longo de suas vidas." Washington reconheceu esse paradoxo, rejeitou a noção de inferioridade dos negros e foi um pouco mais humano do que outros proprietários de escravos, mas não chegou a se tornar publicamente um defensor ativo das leis de emancipação. Historiadores identificaram diversas razões para esse fracasso, entre elas os temores de Washington quanto à desunião, o racismo de muitos outros virginianos, a dificuldade de compensar os proprietários, a falta de educação dos escravos e a relutância dos líderes da Virgínia em considerar seriamente tal medida.

### Memorial
Em 1929, uma placa foi embutida no solo em Mount Vernon, a menos de 50 jardas (46 m) da cripta que abriga os restos de Washington e Martha, marcando um terreno negligenciado tanto pelos jardineiros quanto pelos guias turísticos, onde escravos haviam sido sepultados em túmulos sem identificação. A inscrição dizia: "Em memória dos muitos fiéis servos de cor da família Washington, sepultados em Mount Vernon de 1760 a 1860. Seus túmulos não identificados cercam este local." O local permaneceu desatendido e ignorado na literatura para visitantes até que a Associação das Senhoras de Mount Vernon ergueu um monumento mais proeminente, rodeado de plantações, com a inscrição: "Em memória dos afro-americanos que serviram como escravos em Mount Vernon, este monumento, marcando seu cemitério, foi dedicado em 21 de setembro de 1983." Em 1985, uma pesquisa com radar de penetração no solo identificou sessenta e seis sepultamentos possíveis. No final de 2017, um projeto arqueológico iniciado em 2014 identificou, sem perturbar o conteúdo, sessenta e três túmulos, além de sete túmulos já conhecidos antes do início do projeto.

### Para leitores jovens
- Delano, Marfe Ferguson (2013). Master George's People: George Washington, His Slaves, and His Revolutionary Transformation. Boone, Iowa: National Geographic. ISBN 978-1-4263-0759-1
- Dunbar, Erica Armstrong; Van Cleve, Kathleen (2019). Never Caught, the Story of Ona Judge: George and Martha Washington's Courageous Slave Who Dared to Run Away; Young Readers Edition. Nova Iorque: Simon & Schuster. ISBN 978-1-5344-1617-8
- Levy, Janet (2016). Slavery at Mount Vernon. Nova Iorque: Gareth Stevens Publishing. ISBN 978-1-4824-5805-3
- Rinaldi, Ann (2002). Taking Liberty: The Story of Oney Judge, George Washington's Runaway Slave. Nova Iorque: Simon & Schuster. ISBN 978-0-689-85187-2

### Revistas
- Boller, Paul F. (1961). «Washington, The Quakers, and Slavery». University of Chicago Press. The Journal of Negro History. 46 (2): 83–88. JSTOR 2716714. doi:10.2307/2716714
- Furstenberg, François (2011). «Atlantic Slavery, Atlantic Freedom: George Washington, Slavery, and Transatlantic Abolitionist Networks». Omohundro Institute of Early American History and Culture. The William and Mary Quarterly. 68 (2): 247–286. JSTOR 10.5309/willmaryquar.68.2.0247. doi:10.5309/willmaryquar.68.2.0247
- Morgan, Kenneth (2000). «George Washington and the Problem of Slavery». Cambridge University Press. Journal of American Studies. 34 (2): 279–301. JSTOR 27556810. doi:10.1017/S0021875899006398
- Morgan, Philip D. (2005). « 'To Get Quit of Negroes': George Washington and Slavery». Cambridge University Press. Journal of American Studies. 39 (3): 403–429. JSTOR 27557691. doi:10.1017/S0021875805000599

### Sites
- Ganeshram, Ramin (2019). «Art Fraud, A 218-year old Cold Case, and the History Detectives From WHS». Westport Historical Society. Consultado em 20 de junho de 2019
- MacLeod, Jessie (2018). «How Did George Washington Treat His Slaves?». Canal oficial do YouTube de Mount Vernon. Associação das Senhoras de Mount Vernon. Consultado em 9 de agosto de 2019. Cópia arquivada em 17 de dezembro de 2021
- «MVLA Forgotten No Longer». Mount Vernon. Associação das Senhoras de Mount Vernon. Consultado em 19 de maio de 2019
- «MVLA Resistance & Punishment». Mount Vernon. Associação das Senhoras de Mount Vernon. Consultado em 3 de maio de 2019
- «MVLA Slave Burial Ground Archaeology». Mount Vernon. Associação das Senhoras de Mount Vernon. Consultado em 19 de maio de 2019